# エディオン
株式会社エディオン（英: EDION Corporation）は、日本の家電量販店チェーン。かつては複数のチェーンブランドを展開する持株会社であった。売上高はヤマダデンキ（ヤマダホールディングス）、ビックカメラグループ（コジマとの単純合算値）、ノジマ、ヨドバシカメラに次いで業界5位となっている。

## 概要
社名の由来は「Exciting Discovery In One Network」（エキサイティングな発見を、ひとつになったネットワークで。）の頭字語。
2002年（平成14年）3月に中国地方を基盤とするデオデオと中部地方を基盤とするエイデンの経営統合により、両社の共同持株会社として設立。2005年（平成17年）4月には近畿地方を基盤とするミドリ電化を子会社化、2006年（平成18年）7月には関東地方を基盤とする石丸電気を関連会社化するなど、徐々に規模を拡大した。
2009年（平成21年）10月に事業子会社をエディオンEASTとエディオンWESTの2社に再編し、1年後にこの東西事業子会社を吸収合併して持株会社から事業会社へ移行、一連の統合を完了した。一連の再編にあたっては併せて、「地域別ブランド」戦略を打ち立て、テリトリー外の店舗を本来の地域運営会社に移管させた。
東京証券取引所プライム市場上場（証券コード2730）、本社は関西地域の基盤強化を目的に2007年（平成19年）1月から7月にかけて、愛知県名古屋市千種区から大阪府大阪市北区堂島に順次移転した。傘下には北陸地方と北海道に展開をしているサンキューがある。傘下を合わせて1,212店舗（2014年3月時点）を展開している。
また2007年（平成19年）2月8日には、都市駅前型の業態を展開するためにビックカメラと業務・資本提携を行なった。最終的に経営統合を目指していたが、方向性の違いが明らかになったことから業務提携のみに留まり、統合は白紙化された。その後、2年間の契約有効期限の満了をもって、ビックカメラとの業務提携を解消した。
過去には全国展開を進めるヤマダ電機など北関東系家電量販店（いわゆる北関東YKK）に対抗するために、2002年（平成14年）から上新電機、ミドリ電化、サンキュー、デンコードーと業務提携、5社による「ボイスネットワーク」を結成し、オリジナル商品の企画・開発などを行っていた。しかし、2004年（平成16年）にエディオンとミドリ電化との経営統合が決定し、一旦残り3社との提携を解消。2007年（平成19年）2月には、株式会社サンキューの株式40％を取得し連結対象子会社とした。2006年（平成18年）には、家具製造で業界有数の大手であり、高いブランド力を持つ、マルニグループの中核企業マルニ木工にも出資し、SPA化への意欲も見せた。
登記上本店があるエディオン広島本店東館の地は、源流会社の一つデオデオ（旧称・第一産業→ダイイチ）の創業地でもある。
2012年（平成24年）にベスト電器がヤマダ電機と資本・業務提携した。同年12月10日に公正取引委員会が、両社以外の店舗がない10地域の内8店舗の他事業者への譲渡を条件に合併を承認したのに伴い、2013年（平成25年）の9月から11月にかけて、ヤマダ電機とベスト電器から埼玉県秩父市・福岡県朝倉市・佐賀県唐津市・長崎県島原市・長崎県諫早市・熊本県人吉市に所在する6店を譲受した。同時に種子島が問題解消地域となっている鹿児島県でベスト電器のフランチャイズ契約をしているカコイエレクトロと、2013年10月16日にベスト電器のフランチャイズ契約を解消した上で、エディオンとフランチャイズ契約を締結し、同年10月25日から旧：ベスト電器の17店舗が「エディオン鹿児島」としてオープン（加世田店は12月オープン）した他、「ベストファミリーショップ」として営業していた鹿児島県内の小型店8店はこれに先んじて同年10月1日からエディオンの店舗として営業している。
2013年（平成25年）8月26日には株式会社LIXILグループと資本・業務提携を結ぶことを発表。同時に第三者割当増資を行い同年9月11日を以ってLIXILグループが株式を8.00%を保有する筆頭株主となった（現在は第2位株主）とともに、エディオンは住宅リフォーム事業を強化する。
2022年（令和4年）4月27日、株式会社ニトリホールディングスと資本・業務提携を結ぶことを発表した。その後、同年10月に一部店舗において、ニトリ商品を販売することを発表した。

### ブランドの統一
エディオンは一部地域に展開する家電量販店を統合してきた歴史から、統合後もその地域に根付いた店舗ブランドを使用する戦略を取り、各ブランドのエリア外に展開していた店舗を各地域のブランド名へ変更するなどして、地域毎に店舗ブランドを統一していた。
2011年10月、2013年をめどに店名統一する方針とする記事が掲載され、2012年5月11日にはエディオンの誕生10周年を機に、直営317店舗のブランドを2012年10月1日にエディオンへ統一すると発表（発表直前の2012年3月末現在で、「デオデオ」121店・「エイデン」98店・「ミドリ」87店・「イシマル」11店）。変更そのものは同年の9月15日から順次行われたが、10月1日には、正式に直営店・京都府内と沖縄県内フランチャイズ店の店舗ブランドを会社名と同じ「エディオン」へ統一した。翌年の2013年春には京都府と沖縄県を除くフランチャイズ店舗（「ファミリーショップ」業態）も「エディオン」に屋号変更し、統一された。

### 100満ボルト
子会社のサンキューが運営する「100満ボルト」については、従来通りの屋号やサービス内容（保証やポイントなど）での運営となっていたが、2017年以降近畿・九州地方では一部で店舗運営をエディオン本体に移管した上でのストアブランドの変更（養父店、舞鶴店、日田店、福知山店）や、近隣のエディオン店への統合（宮崎東店→エディオン宮崎本店に統合）なども行われ、その他の店舗でもサービス内容がエディオン本体と共通したものに順次改められている他、エディオンと100満ボルトの両方が出店している鳥取県や島根県では、広告出稿やバーゲンなどの企画を両社が共同で行っている。 
2025年4月1日、株式会社サンキューを吸収合併するとともに「100満ボルト」を「エディオン」に統合した。 

## 沿革
- 2001年（平成13年）

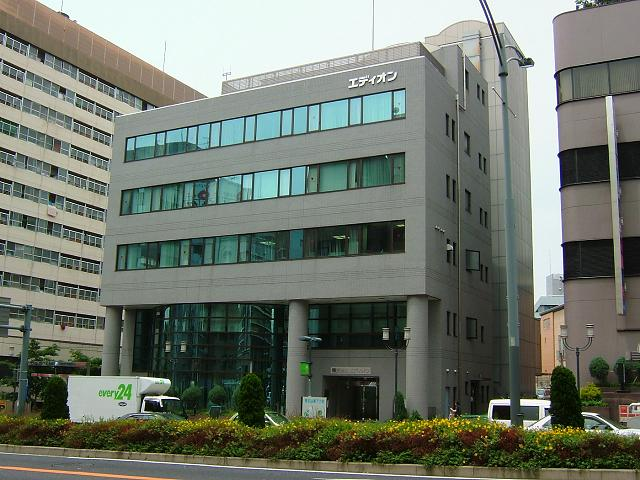
エディオン旧本社ビル（移転前の名古屋のもの）

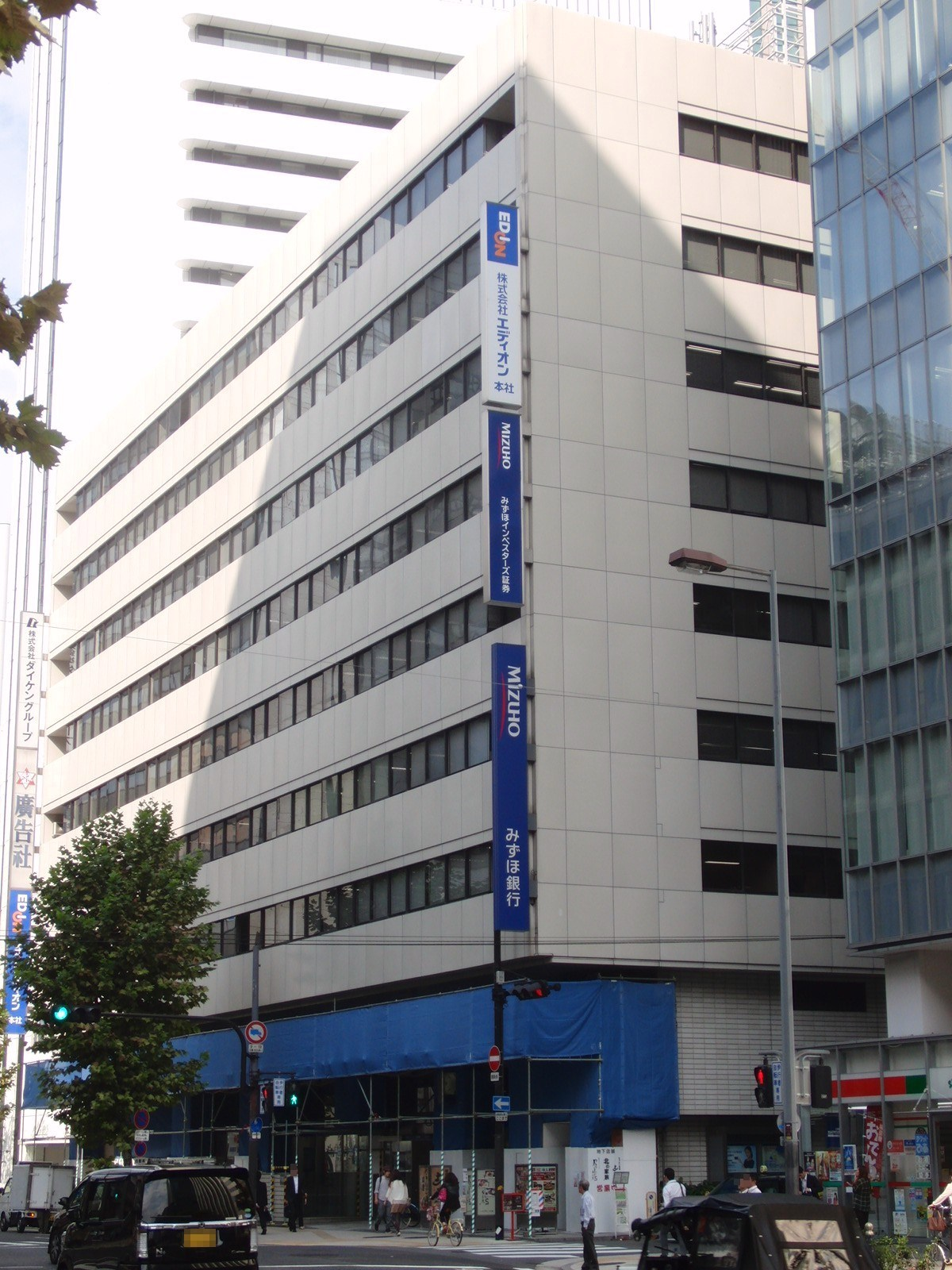
エディオン本社があった堂島グランドビル

  - 5月7日 - 株式会社デオデオと株式会社エイデンが事業統合に関する覚え書き締結。当初社名は『D&E』を予定していた[24]。
  - 11月28日 - 株式会社デオデオと株式会社エイデンが株式移転契約を締結。持株会社名を当初予定を変更し、株式会社エディオンに決定[25]。
- 2002年（平成14年）
  - 3月28日 - 東京、大阪、名古屋の各証券取引所第1部に上場[26][リンク切れ]。
  - 3月29日 - 株式会社デオデオと株式会社エイデンが共同で株式会社エディオンを設立。デオデオ社長の久保允誉が会長に、エイデン社長の岡嶋昇一が社長に就任[27]。
  - 9月 - 株式会社エディオン・上新電機株式会社・株式会社ミドリ電化・株式会社サンキュー・株式会社デンコードーの5社が業務提携し、ボイスネットワークを結成。
- 2003年（平成15年）
  - 3月28日 - 株式会社ギガスカンサイ（現・ギガス）を完全子会社とする旨、発表。しかし同年11月にギガスは株式会社ケーズデンキとの経営統合に移行し、エディオンとの統合は白紙化された。
  - 7月1日 - 指揮命令系統を明確化するため、会長を空席とし、前会長の久保允誉が社長（同時にデオデオ会長に就任）に、前社長の岡嶋昇一が副社長に就任。
- 2004年（平成16年）
  - 2月12日 - 大阪証券取引所第一部の上場廃止申請[28]。
  - 3月1日 - 株式会社暮らしのデザインの全株式を株式会社オーエムシーカード（現・三井住友カード）より譲受、完全子会社化。
  - 3月25日 - 大阪証券取引所第一部の上場廃止[29]。
  - 10月4日 - ボイスネットワークを解消。
  - 11月1日 - 株式会社エイデンと株式会社デオデオのインターネットショッピングサイトを統合し、エディオンダイレクトをスタート。
- 2005年（平成17年）
  - 1月1日 - 自社オリジナル商品「KuaL（クオル）」の販売開始[30][リンク切れ]。
  - 1月 - 会社更生法の適用を申請したニノミヤの支援を表明し、一部店舗の営業を引き継ぐ。
  - 4月1日 - 株式交換により、株式会社ミドリ電化を完全子会社化。これに伴い、ミドリ電化社長の梅原正幸、前取締役でデオデオ社長の友則和寿が副社長に就任し、副社長が3名となる。
  - 5月5日 - デオデオ・エイデン・ミドリ電化・暮らしのデザインの4社のネットショッピングサイトを一本化。
- 2006年（平成18年）7月27日 - 石丸電気に33.4%出資し、持分法適用関連会社とする。
- 2007年（平成19年）
  - 1月 - 本社を、名古屋市から大阪市に移転。
  - 1月18日 - 副社長の梅原正幸が物流・サービス統合推進室長に就任し、副社長が2名となる。
  - 2月1日 - 「100満ボルト」を展開するサンキューとの資本業務提携を締結。2007年（平成19年）内に同社の株式の40％をエディオンが取得することを決めた。
  - 2月8日 - 株式会社ビックカメラとの資本業務提携を締結。2年後の経営統合に向けて協議を開始。
  - 2月19日 - エイデンが、三石電化センターの全株式を取得し子会社化。
  - 3月30日 - ビックカメラとの経営統合を白紙化。業務提携は引き続き協議。
  - 3月31日 - 石丸電気への出資比率を40%に引き上げ連結子会社化。
  - 6月15日 - サンキューの株式40%を取得し連結子会社化。
  - 10月19日 - 関東地方での展開を目的として、子会社・株式会社東京エディオンを設立。2008年（平成20年）以降、デオデオおよびミドリ電化子会社の株式会社ミドリが運営する関東地方の店舗を東京エディオンに譲渡した上で「エディオン」ブランドへ転換。
  - 11月1日 - エディオン所有の石丸電気株式を東京エディオンに譲渡。
  - 11月30日 - 東京エディオン1号店となる「エディオン高井戸店」がオープン（2009年閉店）。
- 2008年（平成20年）
  - 3月1日 - 同月31日までグループ各店で、HD DVDプレーヤー及びレコーダーを購入した顧客に対し、Blu-rayレコーダー等に交換対応を受付。
  - 6月27日 - 本店を東京都品川区西五反田8丁目9番5号（暮らしのデザイン本社内）から東京都千代田区外神田6丁目13番10号（東京エディオン本店内）へ移転[31]。
  - 6月30日 - 子会社の株式会社暮らしのデザインをニッセンホールディングスに売却[32]。
  - 9月30日 - 東京エディオンが、石丸電気株を追加取得して、東京エディオンの完全子会社にする。
- 2009年（平成21年）
  - 2月1日 - エイデンが、東京エディオン、石丸電気と石丸電気の子会社3社、三石電化センターの計6社を吸収合併。
  - 2月8日 - 株式会社ビックカメラとの資本業務提携を解消。
  - 2月10日 - 2月1日の合併を受け、エディオンの本店所在地を、東京都千代田区外神田6-13-10（東京エディオン本店内）から東京都千代田区外神田1-9-14（石丸電気本店内）へ移転。
  - 4月1日 - 子会社のエイデンが、エイデン子会社のホームエキスポを吸収合併。
  - 9月15日 - 経済産業省がエディオンを産業活力再生特別措置法の適用対象に認定。デオデオとミドリ電化の合併に関して登録免許税の減免が受けられる。
  - 10月1日 - 事業子会社を東西2社に再編[33][リンク切れ]。株式会社デオデオが、株式会社ミドリ電化を吸収合併し、株式会社エディオンWESTに商号変更。株式会社エイデン（石丸電気等を吸収済み）が、株式会社エディオンEASTに商号変更。
  - 10月16日 - ウォルト・ディズニー・ジャパンとプロモーショナル・ライセンス&アド・スポンサーシップ契約を締結。
  - 11月5日 - レジシステムが統一され、エディオンカードが100満ボルトを除く各店で共通して利用することが可能となった。
  - 11月20日 - 関東地方の全店舗ブランドを石丸電気に統一し、「エディオン」ブランドの店舗が一旦消滅。
- 2010年（平成22年）
  - 4月1日 - エディオンEASTからエヌワークの株式を取得し、完全子会社化。
  - 6月18日 - 株式会社フジとフランチャイズ契約を締結し、1号店のフジクラン三原店が開店[34]。
  - 10月1日 - 株式会社エディオンEAST・株式会社エディオンWESTを合併し、事業会社化。
- 2011年（平成23年）
  - 4月1日 - エディオン子会社のコムネットを吸収合併。
  - 4月18日 - 電子マネー（Edy、iD、QUICPay）による決済を同年6月末までに直営全店舗で導入すると発表。
  - 6月29日 - 同日行われた株主総会で、登記上の本店を東京都千代田区（石丸電気本店）から広島県広島市（デオデオ本店）へ移転する提案を行い承認。即日施行される[35][36][補足 3] 。
  - 9月14日 - 谷山無線電機株式会社とフランチャイズ契約を結ぶ。ストアブランドをミドリに変更し寺町本店はエディオン直営店に、それ以外の店舗はフランチャイズ店「ミドリタニヤマ」とした。
  - 10月3日 - サンキューの株式を全取得し、完全子会社とする[19][38]。
  - 10月4日 - エディオン傘下の店名を13年を目処に統一する方針を決める[19]
  - 10月27日 - 楽天市場に出店[39]。
- 2012年（平成24年）
  - 4月4日 - 経済産業省の補助事業「エネルギー管理システム導入促進事業」におけるBEMSアグリゲータに登録されたと発表。
  - 5月11日 - 傘下4ブランドの店名統一と新コーポレートアイデンティティの導入を発表[20]。
  - 7月31日 - 販売していた一部の電球形LEDランプの表示が実際よりも著しく優良であると示されており、景品表示法に違反したとして消費者庁の措置命令に基づき新聞広告欄に公示を発表。
  - 8月7日 - イオン株式会社が展開する電子マネー「WAON」による決済を直営全店舗、ネバーランド広島本店、携帯電話ショップの一部、京都府内の一部と沖縄県のフランチャイズ店に導入[40]。
  - 9月15日 - 直営店舗の『デオデオ』・『エイデン』・『ミドリ』・『イシマル』のショップブランドを『エディオン』に統一開始[41]。
  - 10月1日 - ショップブランドを『エディオン』へ正式に統一（京都府のミドリタニヤマ、沖縄県のサンエー電機館withデオデオ店舗も含む）[42]。併せて、コーポレートロゴをショップブランドロゴと同じ「EDION」に統一（「100満ボルト」を除く）。
  - 10月5日 - ショップブランド統合後初の新規店となる「エディオンイオンタウン刈谷店」をオープン[43]。
- 2013年（平成25年）
  - 8月1日 - 株式会社ヤマダデンキが株式会社ベスト電器との資本・業務提携に際して公正取引委員会に申し出た問題解消処置により、株式会社ヤマダデンキから埼玉県のテックランドNew秩父店を、同社子会社の株式会社ベスト電器から九州内の直営店舗5店舗を9月以降順次当社へ譲渡することを発表[44]。
    - 併せて、株式会社カコイエレクトロと同年10月16日付でフランチャイズ契約を行い、ベスト電器とのフランチャイズ契約を行っていた種子島店を含む鹿児島県内の28店舗を当社のフランチャイズ店舗として継承することを発表[13][44][45][46]。

  - 8月26日 - 株式会社LIXILグループと資本・業務提携を結ぶことと、LIXILグループを引受先とする第三者割当増資を行うことを発表。
  - 9月11日 - 第三者割当増資の払い込みが完了し、株式会社LIXILグループが当社の筆頭株主となる[15][16]。
  - 9月29日 - 株式会社カコイエレクトロとのフランチャイズ契約締結に先立ち、この日までに鹿児島県内の「ベスト電器」28店舗の営業を終了[47]
  - 9月30日 - 株式会社ベスト電器より「B・B甘木店」と「B・B唐津バイパス店」の2店舗を譲受（譲受に先んじて同年9月16日を以てベスト電器としての営業を終了[48]）。改装を行った上で、同年11月1日に「甘木店」[49]、同年11月8日に「唐津店」[50] としてそれぞれ新規オープン。
  - 10月1日 - 
    - 株式会社ヤマダデンキより「テックランドNew秩父店」を譲受（譲受に先んじて同年9月16日を以て営業を終了）。改装を行った上で、同年10月25日に「秩父店」として新規オープン[51]。
    - 株式会社カコイエレクトロとのフランチャイズ契約締結に先立ち、ベスト電器の小型店業態である「ベストファミリーショップ」として営業していた鹿児島県内の8店舗を、当社のフランチャイズ店舗として営業開始[13]。

  - 10月16日 - 株式会社カコイエレクトロとのフランチャイズ契約を正式に締結。
  - 10月25日 - 鹿児島県内の「ベスト電器」17店舗を「エディオン鹿児島（うち2店舗は携帯電話専門店の「エディオンテレックス」）」として一斉オープン（店舗により、リフォームコーナー、携帯電話専門コーナー、ネバーランド（おもちゃ・ゲーム専門コーナー）も設置される）[11][12][13][52]。
  - 11月1日 - 株式会社ベスト電器から「サンロードシティ人吉店」・「B・B島原店」・「B・B諫早店」の3店舗を譲受（譲受に先んじて同年10月14日をもって営業を終了）。改装を行った上で、同年11月29日に「サンロードシティ人吉店」として新規オープン[53]。同年12月6日には「諫早店」・「島原店」を新規オープン[54][55][補足 4]。なお、この3店舗の譲受をもって、株式会社ヤマダ電機・株式会社ベスト電器からの店舗譲受はすべて完了した。
- 2015年（平成27年）4月3日 - 株式会社Tポイント・ジャパンとの間でポイントプログラム契約を締結し、同年4月20日より家電量販店で初となるTポイント（現:Vポイント）サービスを開始[56]。
- 2016年（平成28年）2月22日 - 大阪三井物産ビルに本社事務所を移転[57]。
- 2017年（平成29年）4月1日 - カルチュア・コンビニエンス・クラブが経営する「蔦屋家電」と業務提携[58]。同月14日には広島駅南口の「EKICITY HIROSHIMA」に「エディオン蔦屋家電 広島店」をオープン。
- 2018年（平成30年）10月1日 - エディオン子会社のエディオンコミュニケーションズを吸収合併[59]。
- 2019年（平成31年/令和元年）
  - 4月23日 - 従来導入していたTポイントに加えてdポイントを導入[60]（一部の直営店およびフランチャイズ店舗を除くが一部を除き随時導入）、エディオンオリジナルデザインのdポイントカードも該当店で発行[61]。
  - 7月7日から8月25日 - 翌年4月1日から「EDION エディオン」から「EDION」に変更になることに先立ち、騎士竜戦隊リュウソウジャー（テレビ朝日系列）を「EDION」表記で提供した。
- 2020年（令和2年）4月1日 - ロゴ、提供クレジット[補足 5]、店舗塔屋・サイン・立看板等から「エディオン」が消え「EDION」のみのロゴに刷新。
- 2021年（令和3年）
  - 4月23日 - 共通ポイントサービス「楽天ポイントカード」が利用可能に。200円（税別）の支払いに対して、楽天ポイントが1ポイント付与される。
  - 11月1日 - カコイエレクトロがフランチャイズ契約店として運営している鹿児島県内エディオン9店舗をカクイックスウィングの子会社であるカクイックスブリッジに譲渡[62]。
  - 12月13日 - 名古屋証券取引所第一部上場廃止[63]。
- 2022年（令和4年）3月23日 - 従来導入していたTポイント・dポイント・楽天ポイントに加え、阪急阪神ホールディングスグループのポイント「Sポイント」を全国約1200店舗（一部対象外店舗あり）で導入[64]。
- 2023年（令和5年）10月 - 「エディオンなんば本店」の土地・建物（信託受益権）をメープルツリー・インベストメンツから540億円で取得[65][66][67]
- 2024年（令和6年）
  - 3月1日 - 株式会社麻布を子会社化[68]。
  - 6月 - 監査等委員会設置会社に移行[69]。
  - 6月27日 - 久保允誉が社長職を退任。代表権は維持し山﨑徳雄と髙橋浩三の二名を新たに代表権を与え代表者三名体制となる[70]。
- 2025年（令和7年）
  - 2月28日 - ジャパンネクストリテイリング株式会社を子会社化[71]。
  - 4月1日 - 連結子会社の株式会社サンキューを吸収合併するとともに店舗ブランドを「エディオン」に統合[72][73]。

## 店舗ブランド
エディオン設立直後は、各店舗とも従来のブランドを引き続き使用していた。その結果2008年頃の関東地区では、傘下の5ブランドに加えて東京エディオン運営の『エディオン』の計6ブランドが乱立する結果となった。その後、2009年から地域ごとにブランドを一本化（関東地区の場合は『イシマル』）し、さらに2012年10月にエディオンの直営店舗については統一ブランド『エディオン（EDION）』に変更され、フランチャイズ店舗については2013年春に変更された。サンキュー運営の『100満ボルト』については変更されずに存続していたが、2025年4月に変更された。
統合後の店名は旧ブランドの店舗からそのまま継承されるが、広島県の「デオデオ本店」、愛知県の「エイデン本店」、東京都の「イシマル本店」は店舗ブランド統合に伴い「エディオン広島本店」「エディオン名古屋本店」「エディオン秋葉原本店」にそれぞれ改称したほか、イオンタウンやイオンモール内に出店している一部店舗（例：ミドリイオン神戸北店→エディオンイオンモール神戸北店）や沖縄県内の一部店舗（例：サンエー為又電器館Withデオデオ→エディオン為又シティ）も同様に店舗名称を改称した。但し、北九州市の「デオデオ徳力店」は近隣にあるサンリブもりつねへの移転と時期が重なったこともあり、ブランド統一後も暫く「デオデオ」のままで売り尽くしセールを行って閉店→移転した（新店名は「エディオンサンリブもりつね店」）。東京都の「イシマル本店」には、エディオンにブランドが統一後、しばらく店内にishimaruの文字がいくつか残っていた。
旧ブランドの店舗から店名をそのまま継承したことにより、三重県熊野市と広島県熊野町に同一店名の「エディオン熊野店」が出現した。

### 店舗がない地域
元々前身各社が出店していなかった東北地方全県と栃木県・山梨県、デオデオ時代に出店していたが東京エディオン移管後に撤退した群馬県、石丸電気時代に出店していたがブランド統一前に撤退した新潟県、ブランド統一後に撤退した茨城県には店舗がない（2024年6月現在）。

### 現在の店舗ブランド
エディオン（EDION）
運営会社：エディオン
2012年10月1日から、傘下の直営店（エイデン、デオデオ、イシマル、ミドリ）のブランド統一に伴い使用開始された（看板の架け替えはそれに先行して順次行われていた）。ロゴマークは、従来エディオングループで用いられていたエディオンのロゴとは異なるものが採用された。
店舗の展開としてはロードサイド店舗、ショッピングモールや総合スーパーのテナント店、都市型店、免税専門店など複数の業態が存在しているがヤマダデンキのように屋号で区別されず全てエディオン屋号を用いている。。
福岡県にアウトレット店「エディオンアウトレット」（旧・デオデオアウトレット）を1店舗展開している

### 店舗内コーナー
コンプマート
元々はエイデンと伊藤忠商事の合弁会社により運営されていた情報機器専門店であったが、現在はエディオングループ共通の店舗名となっている。かつては東海・南関東を中心に多数の店舗を展開していたが、現在独立して存在する店舗は存在しない。代わりに大型店でパソコンコーナーの名称としてコンプマートを展開している。
ネバーランド
元々はエイデン店舗内のコンピュータゲーム専門の販売コーナーの名称であったが、現在はエディオングループ共通のおもちゃ及びコンピュータゲームの販売店名となっている。現在はエイデン系のネバーランドでも、コンピュータゲームだけに特化せず、おもちゃも扱う店舗が登場している。
トレカキャピタル
2023年12月15日に開業したエディオン横浜西口本店から導入されたエディオン直営によるトレーディングカード販売店。新品中古のカードの販売及び対戦スペースが設けられている。
路面店はなく一部のエディオン大型店にインショップ形式で入居している。

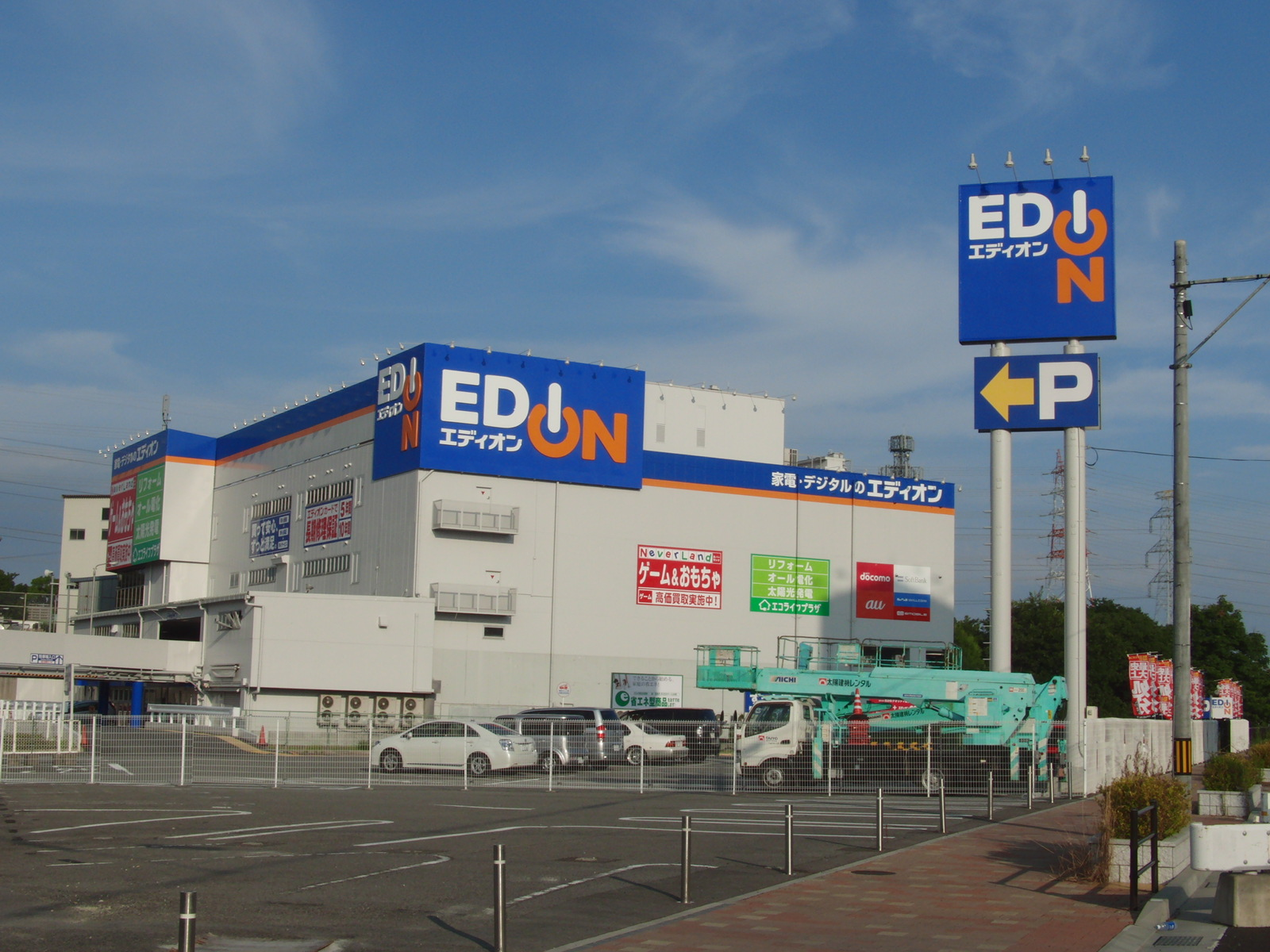
エディオン
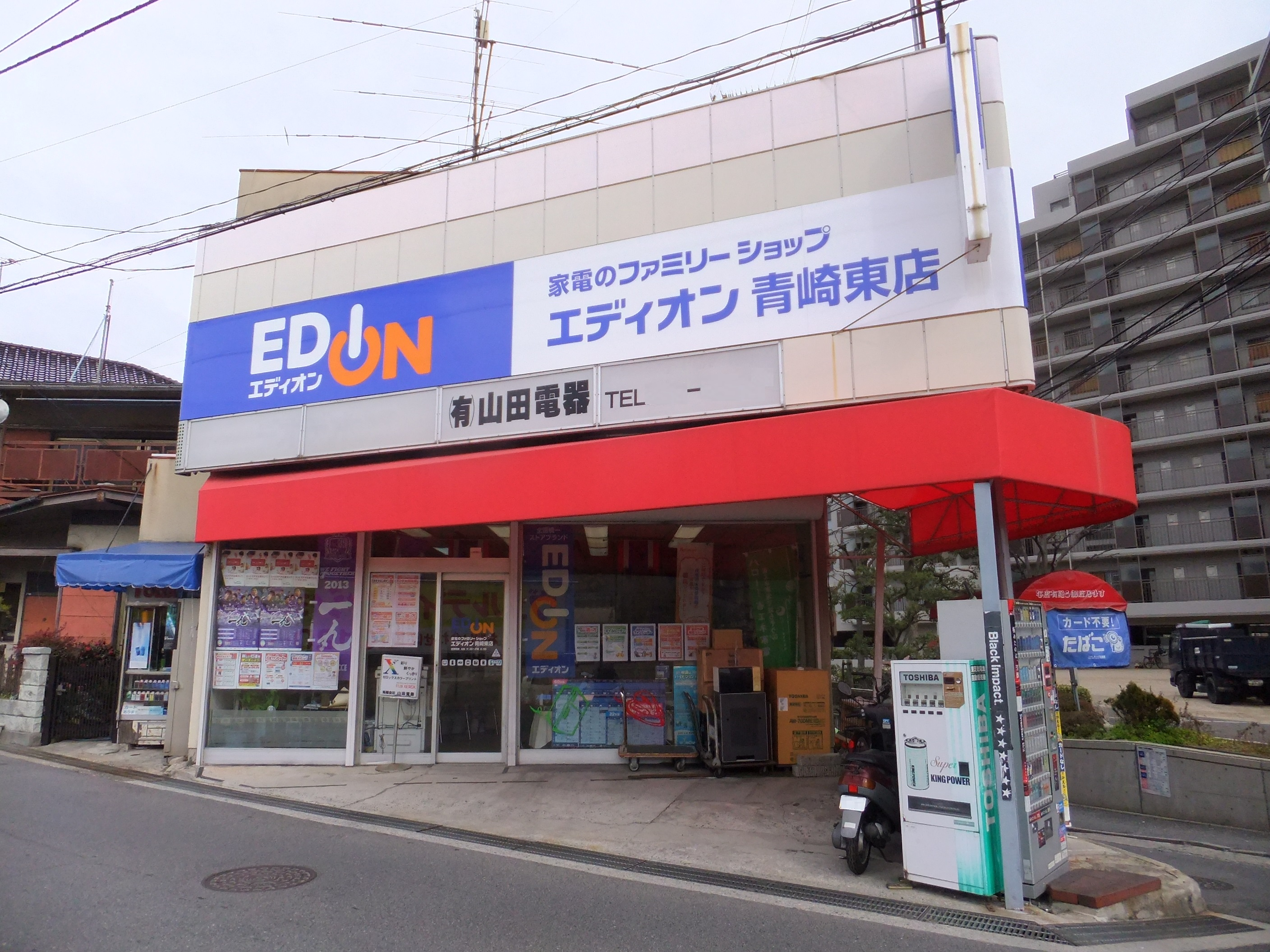
エディオン （フランチャイズ）
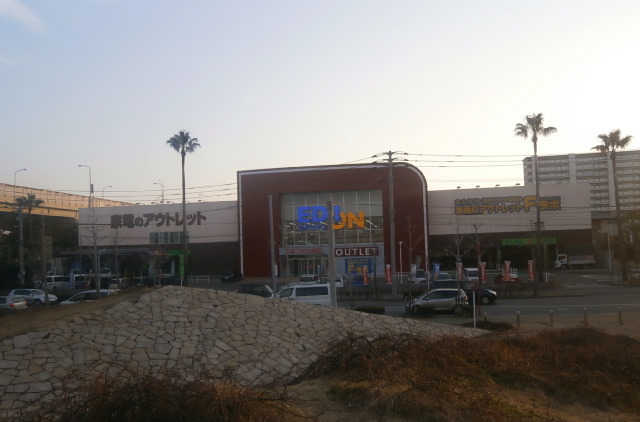
エディオンアウトレット
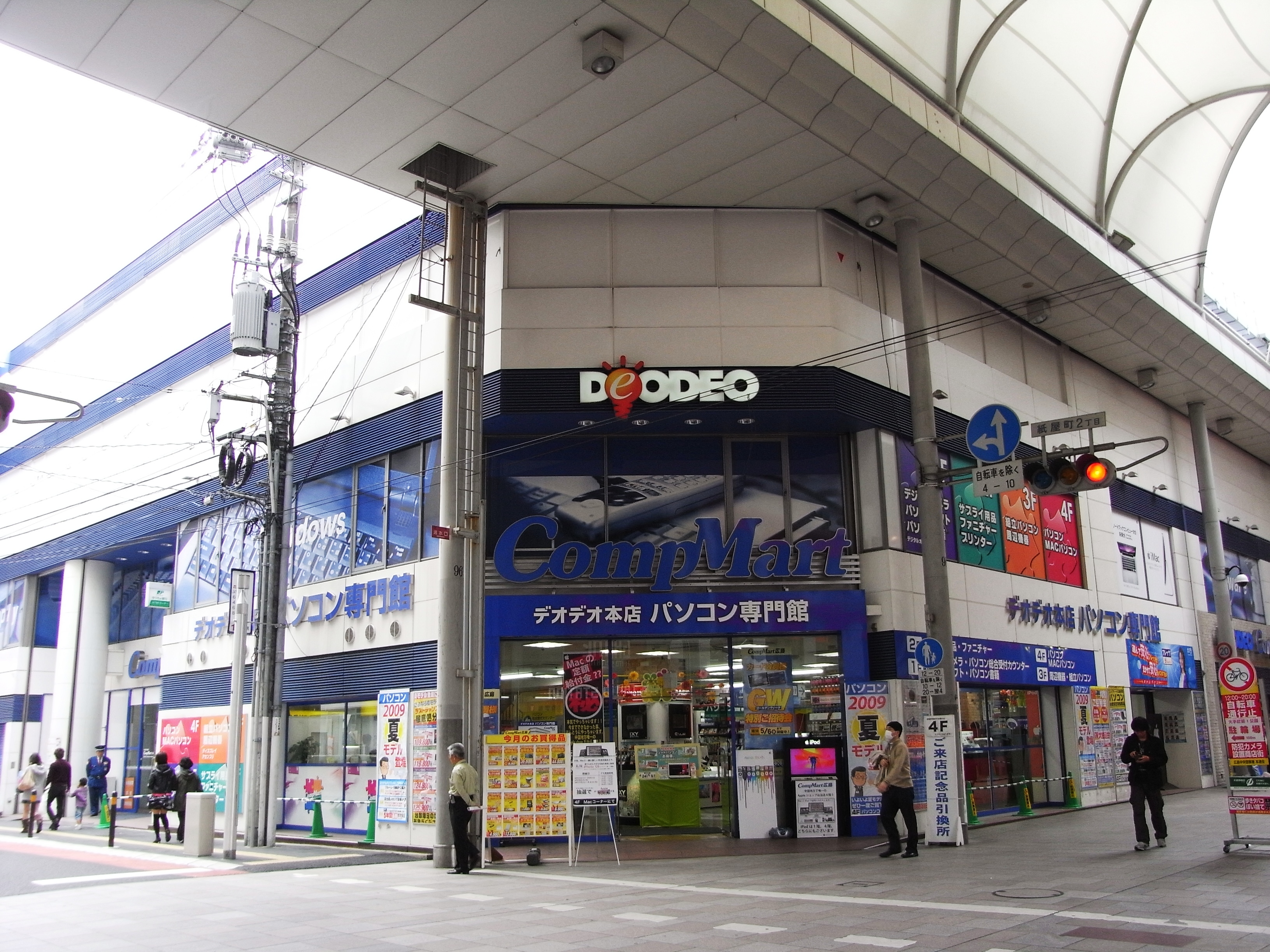
コンプマート （単独店舗時代・現在は閉店）
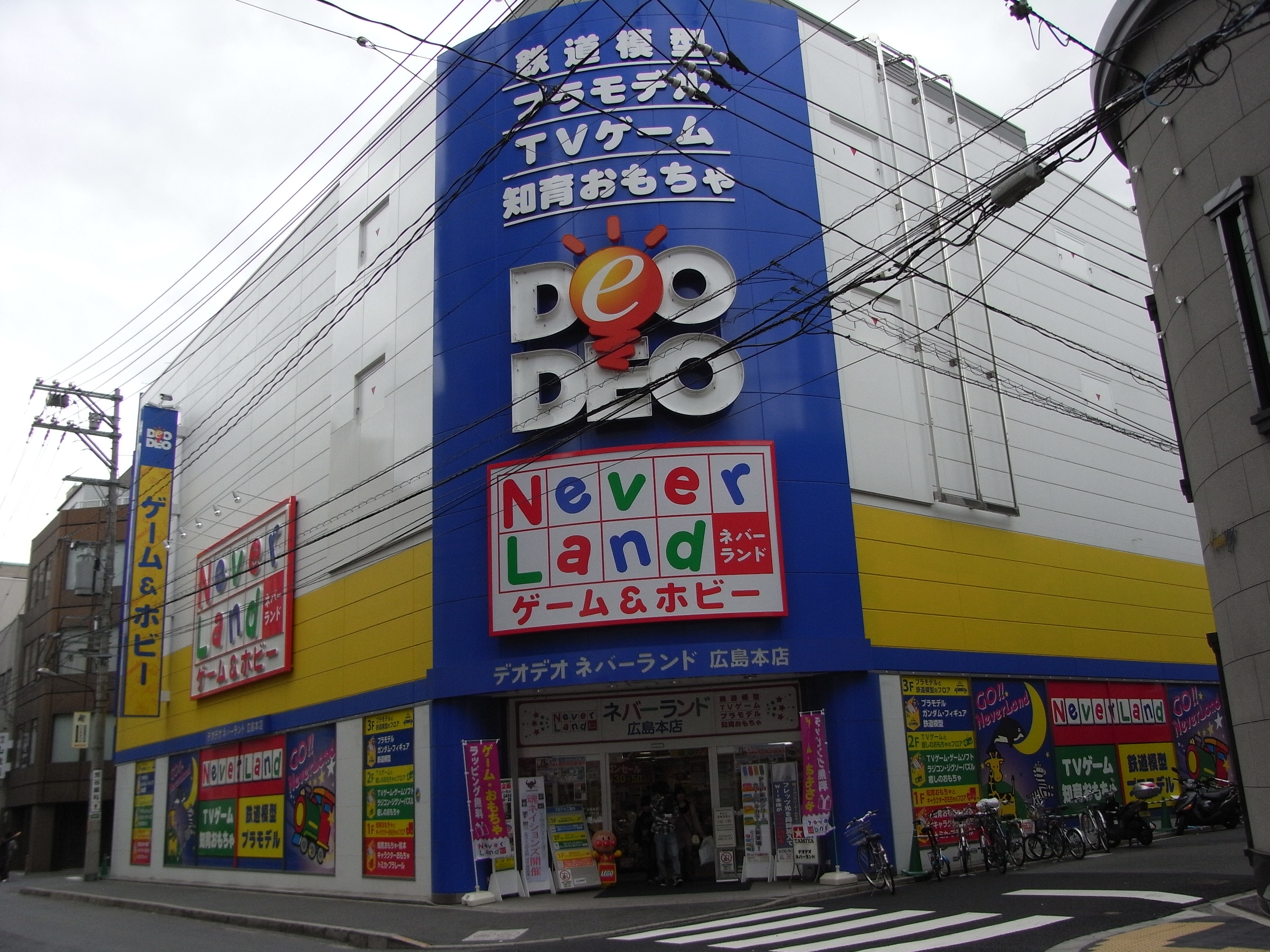
デオデオネバーランド広島本店 （単独店舗時代・現在のアニメイトビル）

### 過去の店舗ブランド
デオデオ（DEODEO、ロゴマーク表記はDeODEO）
運営会社：エディオン（旧・デオデオ→エディオンWEST）
直営店：2002年3月29日（エディオングループ発足） - 2012年9月30日
フランチャイズ：2002年3月29日（エディオングループ発足） - 2013年春
1997年4月1日に旧運営会社のダイイチがデオデオに社名変更したことにより登場した店舗ブランド。中国・四国・九州地方と関東地方の一部地域に展開。2002年3月29日からエディオングループの店舗となった。
エイデン（Eiden、ロゴマーク表記はEIDEn）
運営会社：エディオン（旧・エイデン→エディオンEAST）
直営店：2002年3月29日（エディオングループ発足） - 2012年9月30日
フランチャイズ：2005年4月1日（ノウハウ提供による展開開始） - 2013年春
旧・栄電社。1989年から店舗ブランドがエイデン（当時のロゴマーク表記はEiDEnだった）になる。東海地方と長野県に展開。2002年3月29日からエディオングループの店舗となった。
ミドリ電化（屋号表記はミドリ、midori）
運営会社：エディオン（旧・ミドリ電化→エディオンWEST）
直営店：2005年4月1日（エディオングループ入り） - 2012年9月30日
フランチャイズ：2010年3月12日（ノウハウ提供による展開開始） - 2013年春
近畿地方と関東地方の一部地域に展開。2005年4月1日にエディオンの完全子会社となった。以前は「ミドリ電化」「ミドリ」の両方のブランド名が混用されていたが、2010年4月1日にCIマークを変更（同時に英字ロゴも小文字となる）してからは対外的に「ミドリ電化」の名称は用いられなくなった。
石丸電気（屋号表記はイシマル、ishimaru）
運営会社：エディオン（旧・石丸電気→エイデン→エディオンEAST）
直営店：2006年7月27日（エディオングループ入り） - 2012年9月30日
秋葉原を中心に関東地方に展開。2006年7月27日にエディオングループ入り。かつては「石丸電気」のブランド名で店舗展開していたが、2008年12月以降は新CI（当時の東京エディオンが展開していたエディオンの店舗で使われていたものと同じ）と「ishimaru」のロゴが導入され、2009年11月20日には関東地方の（初代）エディオンとデオデオの店舗が「イシマル」に統一された（ただし秋葉原の店舗では「石丸電気」と表記されたネオンサインも残されていた）。
（初代）エディオン（edion）
運営会社：エディオンEAST（旧・東京エディオン→エイデン）
2008年以降、関東地方のデオデオ店舗の一部とミドリ電化全店舗が順次譲渡され、グループ名と同じ「エディオン」ブランドの店舗として誕生した。2009年2月1日に東京エディオンは石丸電気とともにエイデンへ吸収合併され、同年10月1日にエディオンEASTとなった。同年11月20日に100満ボルトを除く関東地方における店舗ブランドが「イシマル」に統一され、エディオンの店舗ブランドは一旦消滅した。
100満ボルト
運営会社：サンキュー
直営店：2007年6月25日（エディオングループ入り） - 2025年3月31日
北陸地方を中心に北海道、関東地方、静岡県、近畿地方北部、山陰地方及び九州地方に展開。2007年6月25日にエディオングループ入り。2011年10月3日にエディオンの完全子会社となるものの、エディオングループ他社と異なりエディオンに合併されず店舗ブランドも存続してきたが、2025年4月1日にサンキューの吸収合併とともにブランド廃止となった。

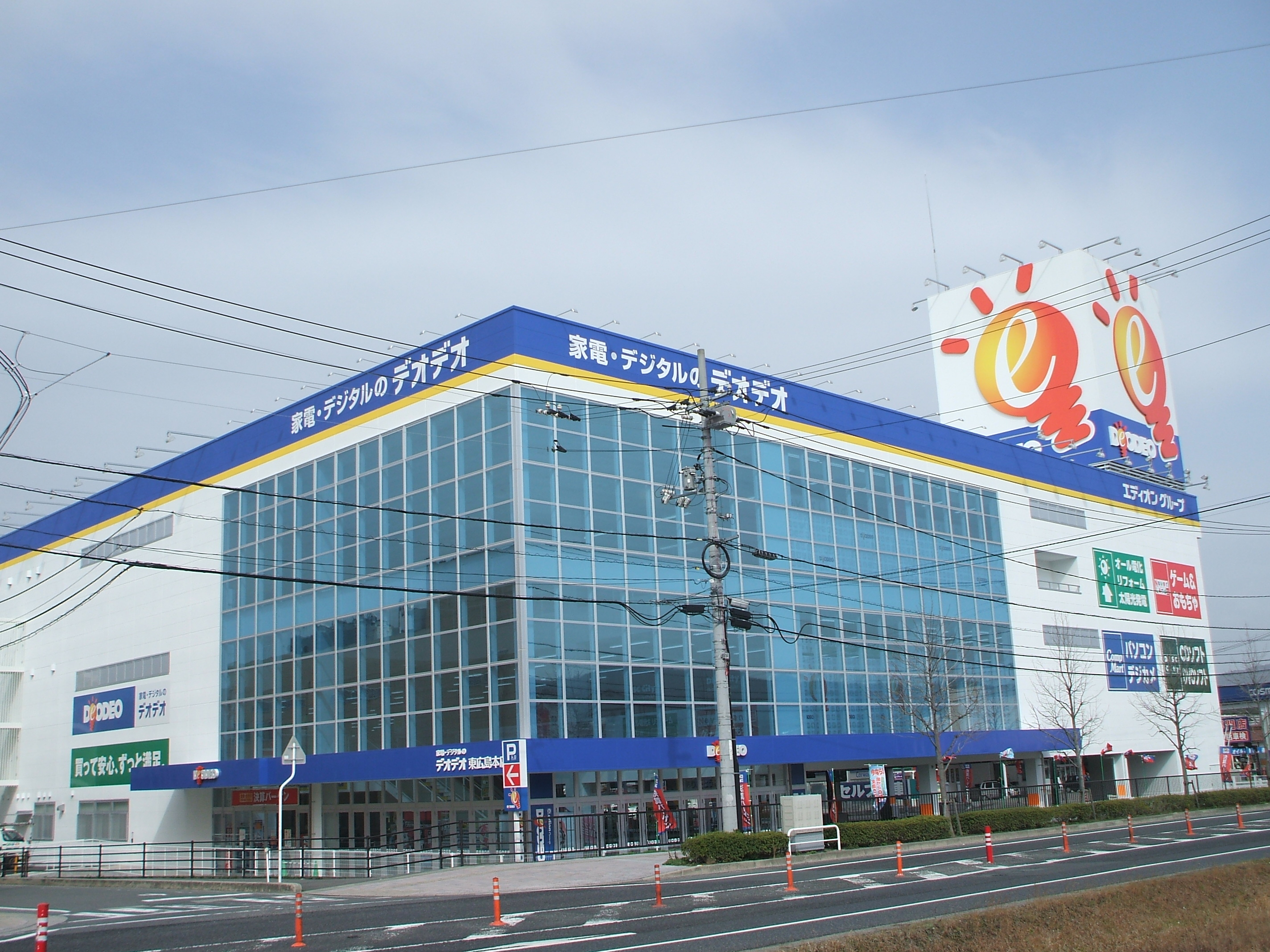
デオデオ
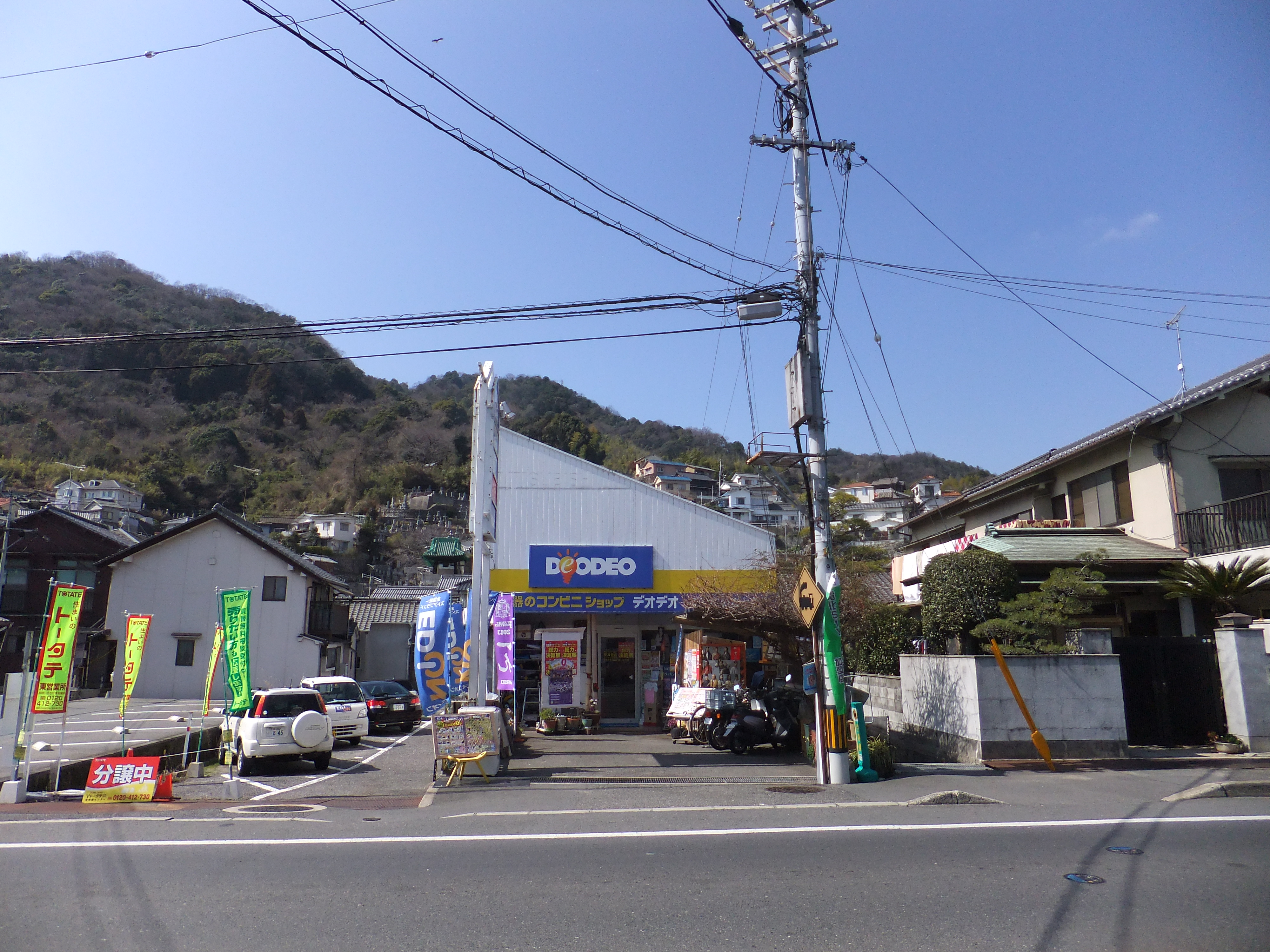
デオデオ （フランチャイズ）
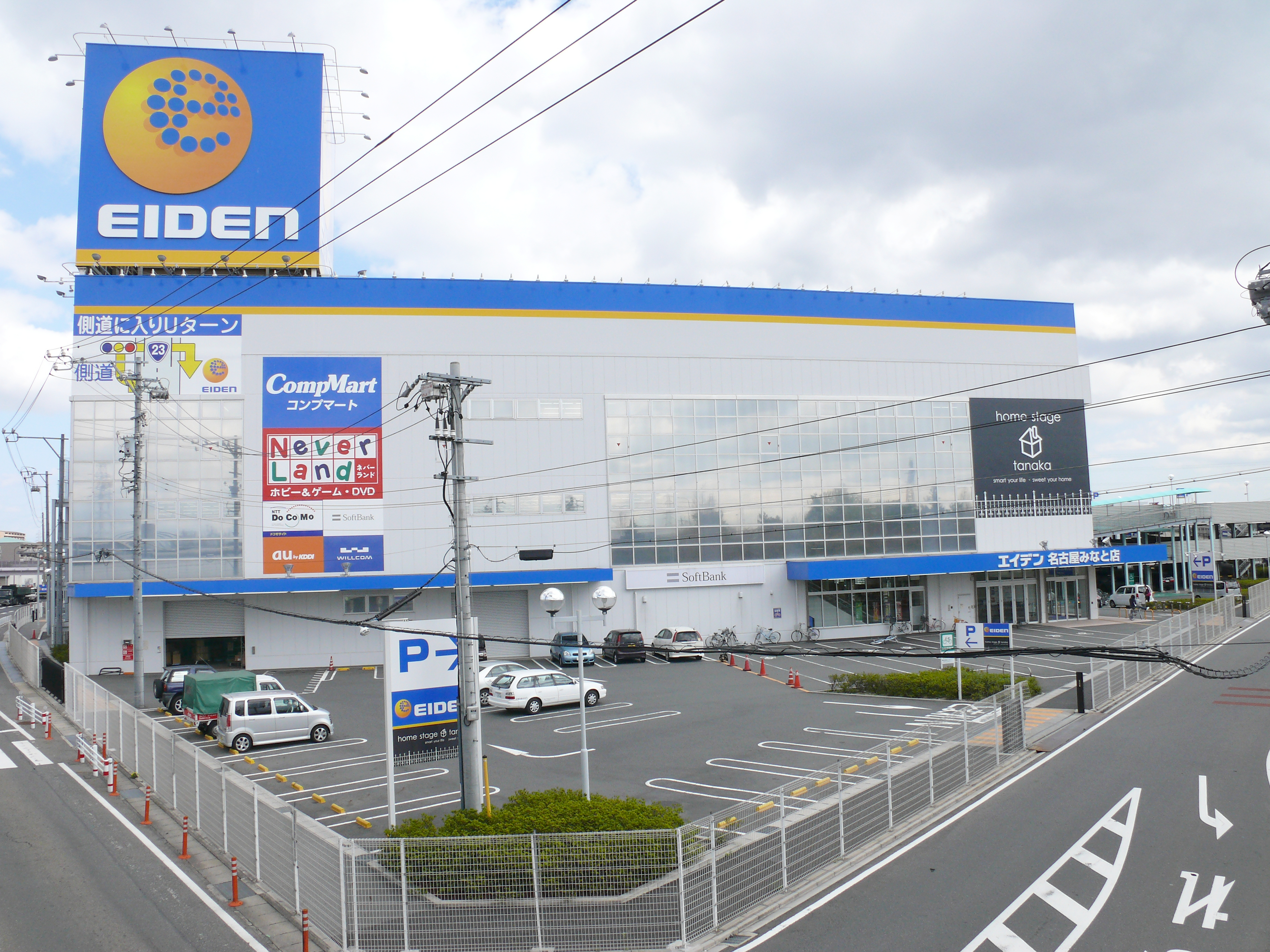
エイデン
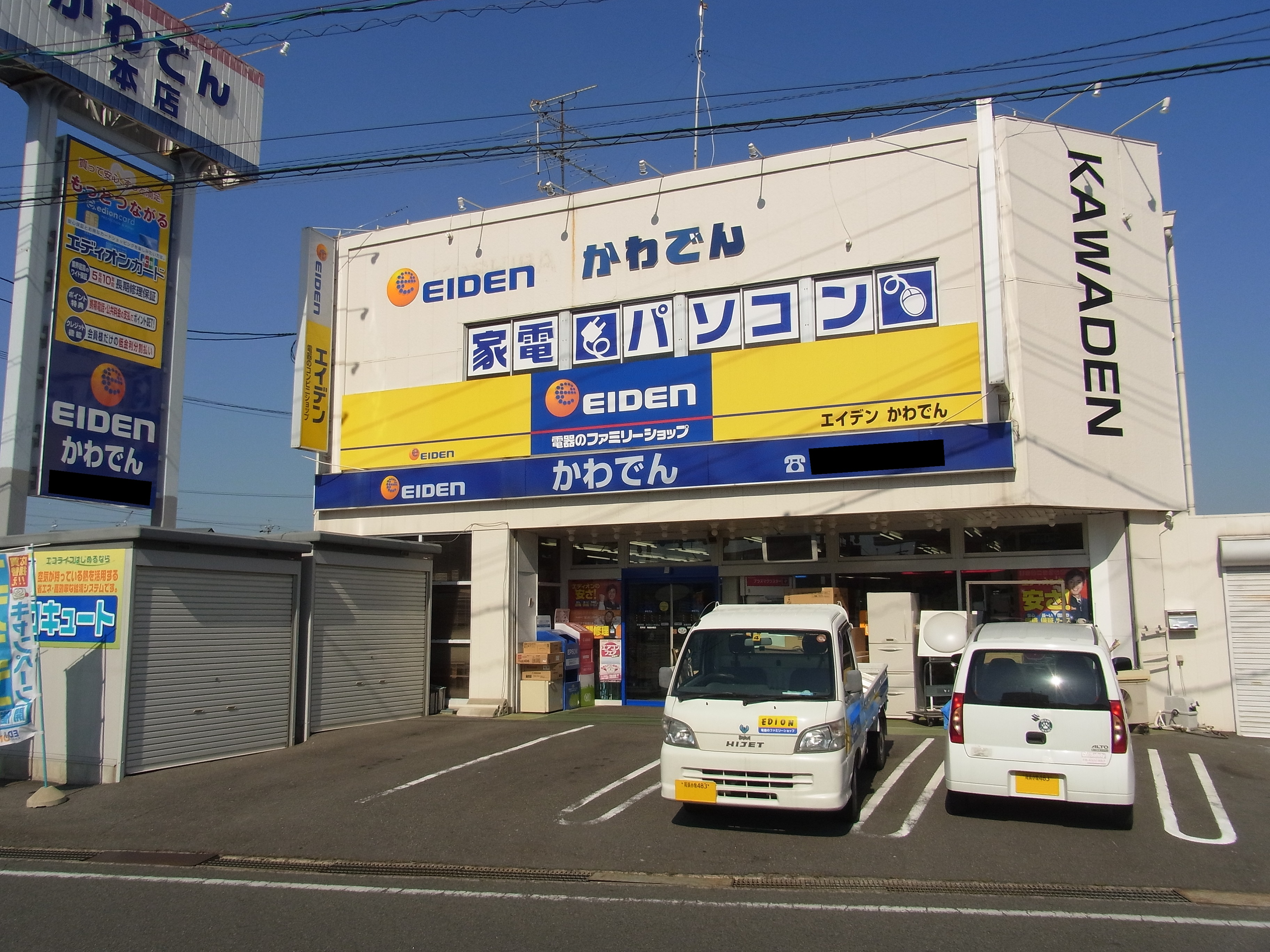
エイデン （フランチャイズ）
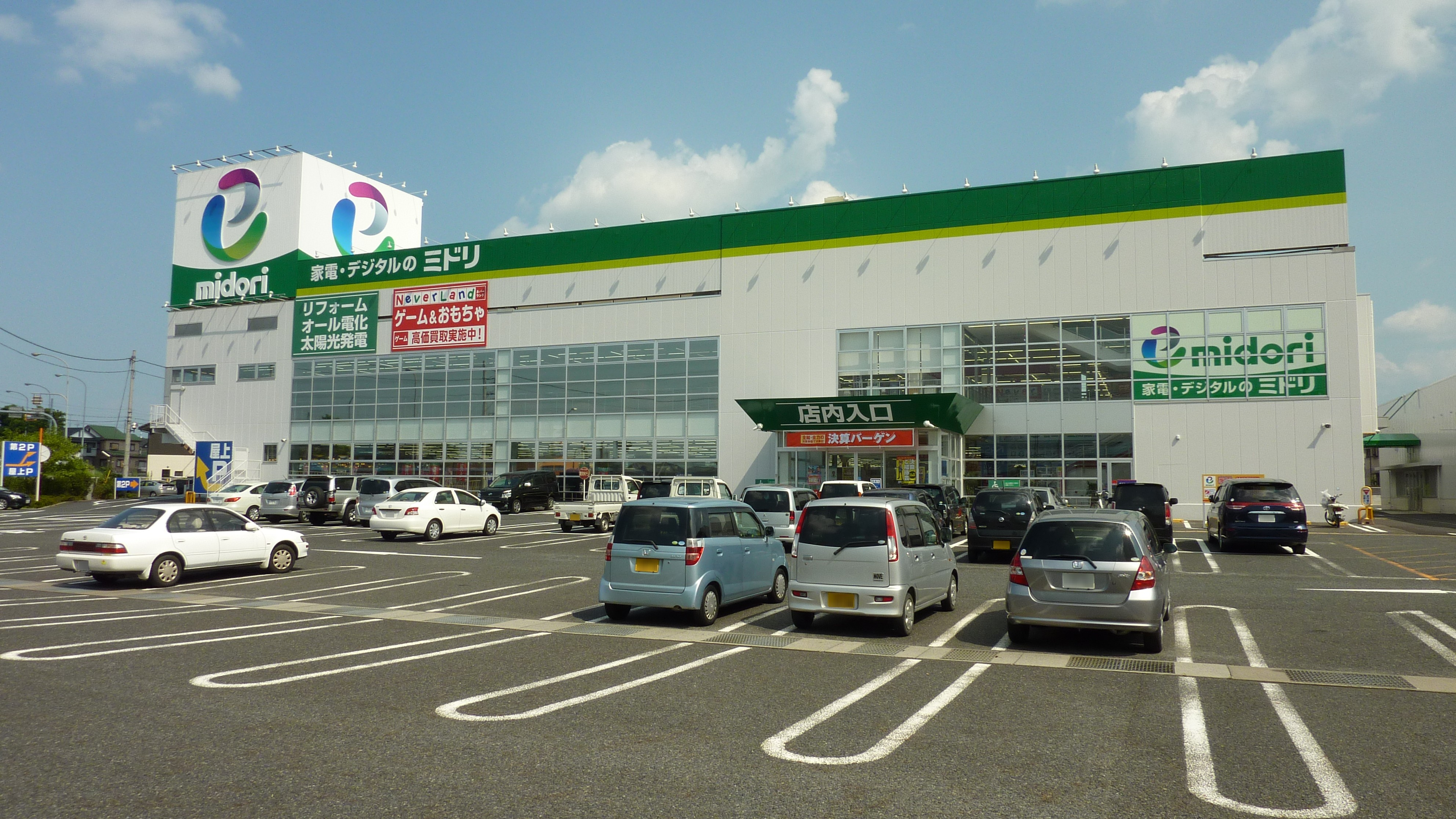
ミドリ
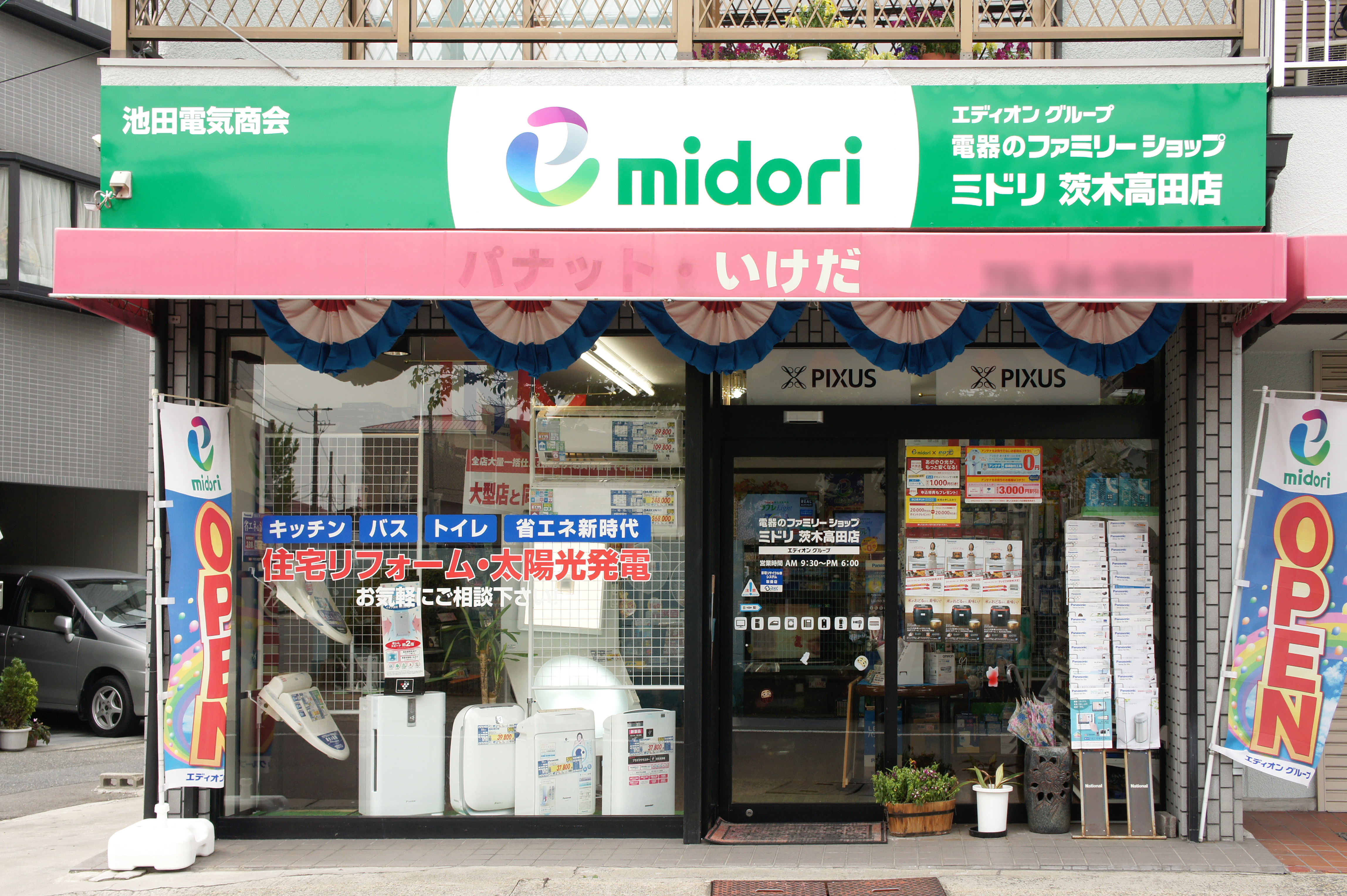
ミドリ （フランチャイズ）
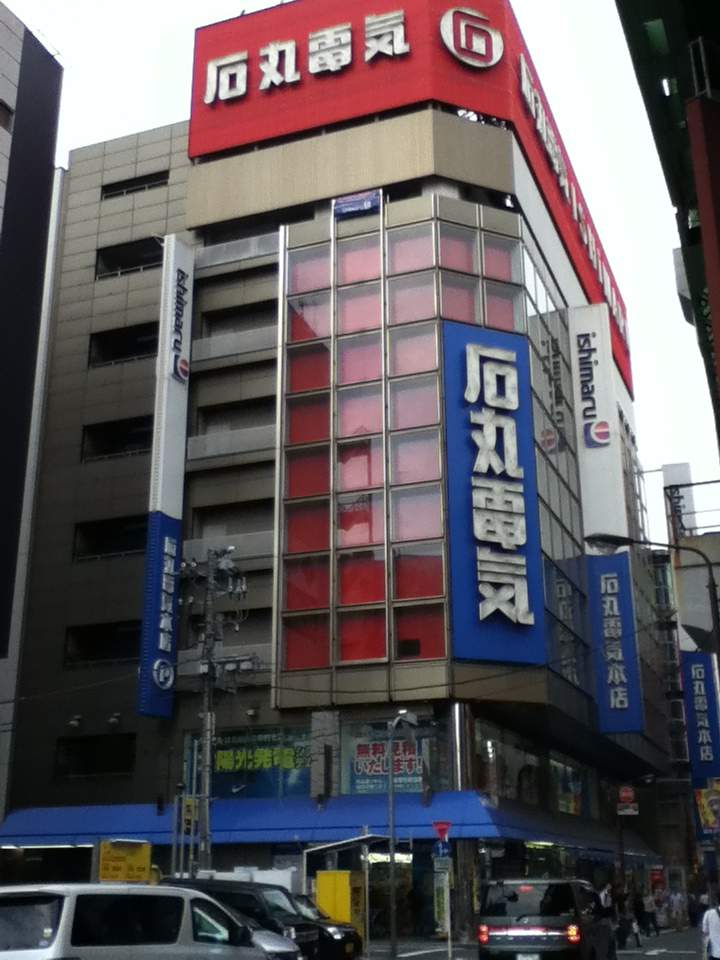
イシマル
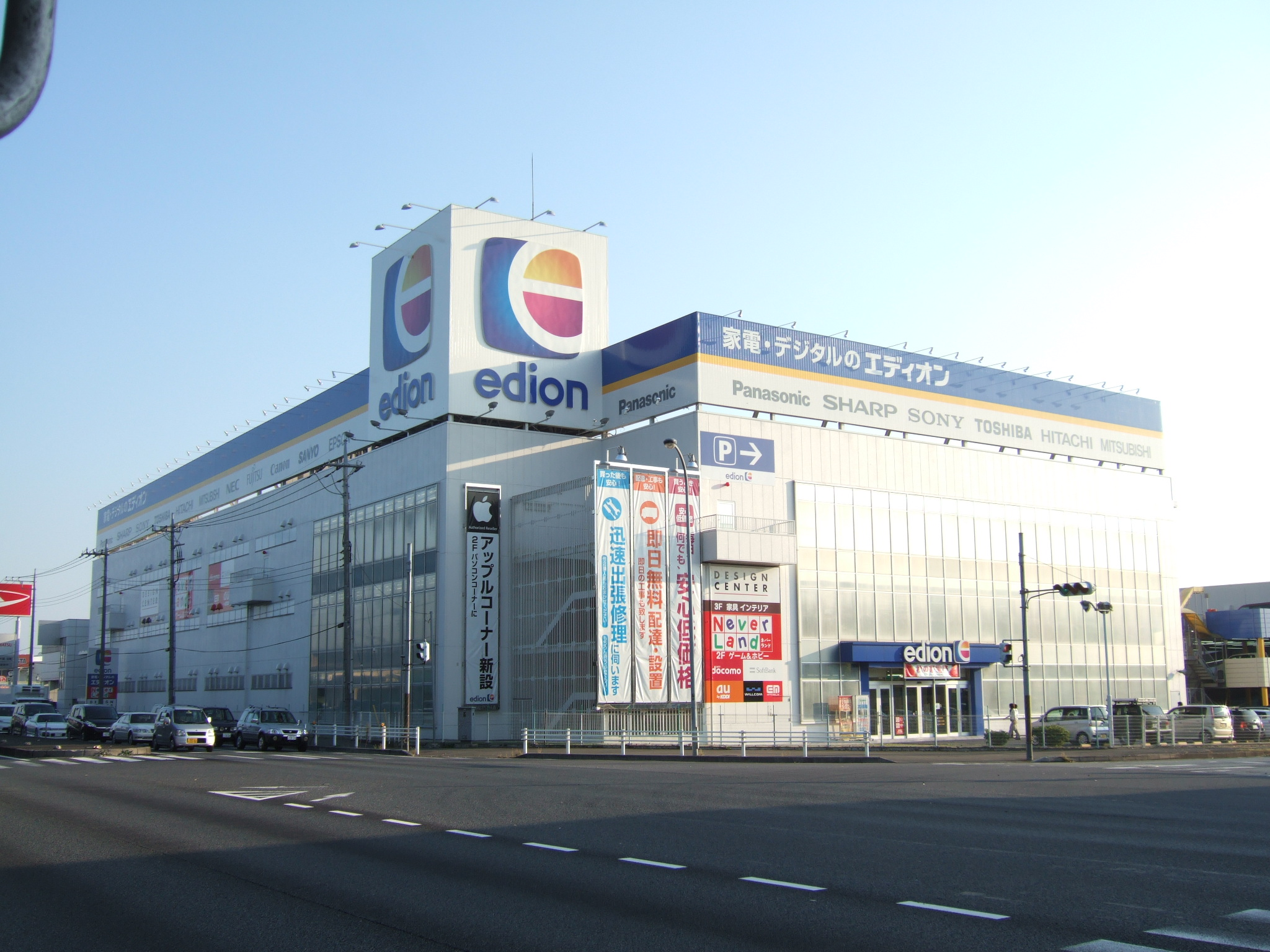
（初代）エディオン
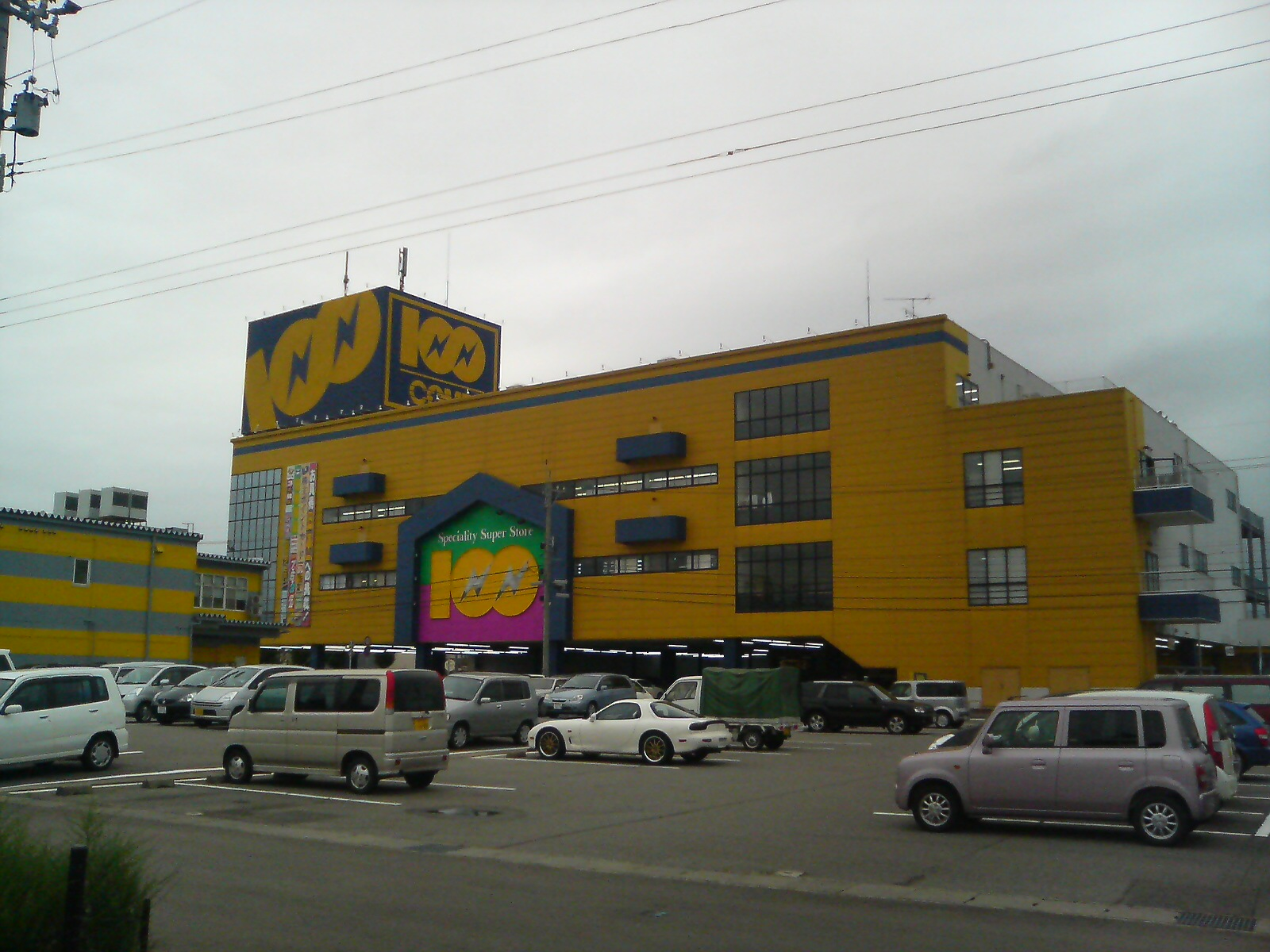
100満ボルト

## 家電販売以外の事業
旧・デオデオ系の企業には、マルニ木工（家具製造業）、デオデオ エンジョイネット（インターネットサービスプロバイダ）などがある。また、サンフレッチェ広島の筆頭株主である。ふれあいチャンネル（ケーブルテレビ、現ちゅピCOM）の筆頭株主でもあったが現在は主要株主。
旧・エイデン系の企業には、エディオンコミュニケーションズ（携帯電話販売）、エヌワーク（システム開発業務）などがある。また、2009年（平成21年）4月1日にエイデンに吸収合併されたホームエキスポ（旧・サカキヤホームセンター）は愛知県でホームセンターを運営しており、エイデン（エディオンEAST）の合併により当社に事業が承継されたが、2014年にカーマ（のちのDCMカーマ、現・DCM(株)）に事業譲渡された。コムネット（家電配送・2011年（平成23年）4月1日エディオンが吸収合併）、三石電化センター（家電店の100満ボルトを運営・2009年（平成21年）2月1日エイデンに吸収合併）などもあった。
サンキューでは、宝島王国（ゲーム販売、CD販売・レンタル）やミスターコンセント（家電修理）を運営している。

### プロバイダー事業
旧デオデオ時代よりインターネットサービスプロバイダを提供している。当初の名称は「デオデオエンジョイネット」であった。
2012年6月1日付でプロバイダー事業の名称を「エディオンネット」に統合し、旧名称についてはサービス形態の名称として継続される。なお、「エンジョイネット」と「クオルネット」はプランの組み合わせにより併用が可能である。
- エンジョイネット
  - 固定回線向けサービス。NTT東日本/NTT西日本の「フレッツ」を利用したプラン、NTTドコモの「ドコモ光」を利用したプラン（2015年2月より提供開始）、auひかりを利用したプラン（2015年10月28日受付開始）[75]、ソフトバンクとの共同提供による自社プラン（ソフトバンク アライアンス）がある。
- クオルネット
  - モバイル回線向けサービス。既存の回線を利用したMVNOである。UQコミュニケーションズ網を利用するプランを提供している。Y!mobile網（旧・イー・モバイル網）を利用するプランも存在したが、現在では新規加入受付を終了している。また、NTTドコモ網・au網及びY!mobileのPHS回線（旧・WILLCOM網）向けのアクセスポイントを提供するサービスもある。

## 商品ブランド
グループのオリジナルブランドとして、以下の商品を展開している。
- キーワード（keyword）：シングルライフ向け家電
- MY&OUR：乾電池や管球類の消耗品
- クオル（KuaL）：メーカー共同開発ブランド

上記3種はかつてはボイスネットワーク加盟社でも販売を行っていた。
- エッグプラス（EGG+）：マウスコンピューター製の低価格パソコン
- イーアングル（e angle）：独自開発による家電製品。
- イーアングルセレクト（e angle select）：クオルからメーカー共同開発品を順次移行している。

また、一部の店舗でエプソンダイレクトの販売店舗協力を行っている。

## キャラクター
エディ店長
2010年から登場。
いいなちゃん
2023年9月から登場。旧ミドリ電化でCMキャラクターを務めた「ミドリちゃん」にそっくりな女の子。
実はミドリちゃんの娘であり、「いいなちゃん」は、「関西限定やってみますセール開催!!」と書かれた阪神タイガースのリーグ優勝に便乗したセールの告知チラシで初登場。このチラシでは、阪神タイガースのリーグ優勝が18年ぶりであることに絡んで、「アレ!?ワタシの登場も18年ぶり！」とミドリちゃんの台詞と共に『ミドリちゃん -18年目の真実-』と題した4コマ漫画が掲載され、漫画内でミドリちゃんが娘の存在を告白・紹介する形でいいなちゃんが初登場した。なお、ミドリ電化時代末期に段階的に登場頻度が低下したミドリちゃんだが、ミドリ電化ロゴマークの変更が行われた2010年頃でもまだ僅かにキャラクターとして起用されており、厳密には18年ぶりの登場ではない。

## 関連会社

### 連結子会社
- 株式会社エディオンハウスシステム - 住宅リフォーム、オール電化、太陽光発電システムの販売。旧・サンキューハウスシステム。元々はサンキューの系列であり、エディオンとは孫会社であったが2012年にエディオンの子会社となった。100%出資。
- 株式会社イー・アール・ジャパン - 中古家電の買取及び販売。100%出資。元は木村メタル産業、三井物産とエディオンの合弁会社。
- 株式会社EDIONクロスベンチャーズ - ITシステムの運営及び開発。100%出資。旧社名は株式会社エヌワークで2022年10月1日に現社名へ変更。
- フォーレスト株式会社 - 日用品、家庭雑貨、文具・事務用品等の通信販売。100%出資。
- 株式会社サンフレッチェ広島 - プロサッカーチーム「サンフレッチェ広島」「サンフレッチェ広島レジーナ」の運営、サッカースタジアム「エディオンピースウイング広島」の指定管理など。76.10％出資。設立母体のマツダの持分法適用関連会社でもある。
- 株式会社麻布－屋根・外装塗装・リフォーム。100%出資[77]
- 株式会社ジェイトップ - 運送業、電気工事業。創業時はパーソルキャリアの関連会社だった。

### 持分法適用関連会社
なし

### フランチャイズ加盟会社
- 谷山無線電機株式会社 - 京都市内の5店舗。同社運営の店舗は「エディオンタニヤマ」という屋号を用いている。
- 株式会社吉備ケーブルテレビ - 岡山県のゆめタウン高梁内にあるエディオンマルフジ1店舗の運営。
- 株式会社フジ - 広島県のフジグラン安芸店とフジグランナタリー店の2店舗のみ。なお、他のフジグランに入居しているエディオンはエディオンの直営店。
- 株式会社カクイックスブリッジ - 鹿児島県内に「エディオン鹿児島」9店舗。
- 株式会社サンエー - 沖縄県内の全店舗の運営。
- カルチュア・コンビニエンス・クラブ株式会社（通称・CCC） - 二子玉川の蔦屋家電の運営。当初はCCCが運営していたが、2017年の4月よりエディオンのフランチャイズに加盟[78]。これとは逆に、岐阜県・愛知県のTSUTAYAと広島県の「エディオン蔦屋家電」はエディオンがCCCのフランチャイズに加盟する形で運営している。

この他、複数の地方の各電器店が「エディオンファミリーショップ」の名称でフランチャイズに加盟している。

### 以前のフランチャイズ加盟会社
- 株式会社カコイエレクトロ - 2013年10月にベスト電器からエディオンのフランチャイズに鞍替え。2021年11月株式会社カクイックスブリッジへ事業譲渡。

### 以前の関連会社
- エディオンWEST - デオデオ・ミドリ電化が統合して出来た運営会社。エディオンと合併した。
- エディオンEAST - エイデン・石丸電気・東京エディオンが統合して出来た運営会社。エディオンと合併した。
- 暮らしのデザイン - 通販会社
2008年（平成20年）6月30日よりニッセングループとなったが、その後同事業をプラスに譲渡している[79]。
- 株式会社エディオンコミュニケーションズ - 携帯電話代理店。キャリアショップ及び一部のエディオン店舗の携帯電話売り場の運営も行っていた。旧・エイデンコミュニケーションズ。100％出資。2018年10月1日にエディオンに合併
- 株式会社マルニ木工 - 家具の製造・販売。23.49％出資していた。2022年3月25日付で保有株式をすべて売却し持分法適用会社から外れた[80]。
- 株式会社サンキュー - 家電量販店「100満ボルト」の運営。100%出資[81]。2025年4月にエディオンと合併。

## 過去の提携会社
- ビックカメラ - 2007年（平成19年）2月8日に資本業務提携を締結し、2年後の経営統合に向けた協議を開始した。しかし、ビックカメラがエディオン傘下に入ったとのイメージが先行し、ビックカメラ社内での反発もあったため、2007年（平成19年）3月30日に経営統合計画を白紙化し、3%の相互出資と社外取締役の相互派遣にとどめる。2009年（平成21年）2月8日の契約期間満了を以て提携を解消し、同日付けで両社の社外取締役が辞任した。それぞれ相互に出資している株式については今後協議する。その後、ビックカメラは、コジマやソフマップと資本提携しビックカメラグループのコジマ、ソフマップになった。
- ボイスネットワーク - 2003年4月1日にエディオン、ミドリ電化、サンキュー、上新電機、デンコードーの5社によるプライベートブランドの共同開発を目的として提携した。2004年10月4日を以て提携を解消している[82]。その後、ミドリ電化とサンキューはエディオン傘下に入り、デンコードーはケーズデンキの傘下に入った。

## カード・独自保証制度
2015年（平成27年）現在、エディオングループ（サンキューを除く）で発行されている会員カードは、次の4種類に分かれる。

### エディオンカード
- 『エディオンカード』はエディオングループの長期修理保証・ポイントサービス機能付きクレジットカードである。
- 修理保証料およびグループ外利用でのポイント獲得特典などの「会員サービス利用料」として、年会費980円（税別）が必要。
- 2024年（令和6年年）5月以降のエディオンカード新規発行元は、三井住友カード（SMBCファイナンスサービス、セディナ。旧・OMCカード扱い・JCB（既存の更新分のみ）もしくはVISA）およびオリエントコーポレーション（オリコ。マスターカードもしくはJCB）。
- 付帯カードとしてETCカードが発行できる。オリコ発行カードに対しては無料発行。セディナ発行カードに対しては、2010年（平成22年）2月以降の申込では新規発行手数料1,000円（税別）が別途必要。
- 導入後しばらくして、セディナ・オリコ発行分も「家族カード」が追加発行可能となった。申込みは、エディオングループ各店舗での受付となる。エディオンカードを持った会員本人の来店が申込みに必要である[補足 11]。
- 100満ボルトの『株主ポイントジャックスカード』とはポイントの相互利用が出来なかったが、2015年10月に『100満ボルトカード』に変更されてからは会員規約がエディオンカードと共通化され（ネットショップ関連の規約はエディオンカードのみ適用）、100満ボルトからエディオンに変更される店舗も出ているため[83]、エディオン各店でも長期修理保証やポイントの利用ができるようになった他、希望者にはエディオンカードへの切り替えも受け付けている。またジャックスに加えてオリエントコーポレーション提携のものも発行されているが、オリコ発行分は『エディオンカード』の名称・デザインのまま右上のロゴが『EDION』から『100満ボルト』に差し替えられたものとなっている。また、あんしん保証カードを100満ボルトでも発行するようになった。
- エディオングループ各店舗での支払い利用時は、エディオンカードの提示により現金・デビットカード・電子マネーもしくはクレジットでの商品購入に際して、商品ごと代金全額の支払い後にポイントが付く（家電品・パソコン・消耗品は税別100円ごとに1ポイント。おもちゃ・ゲーム関連などは税別100円ごとに3ポイント。ゲームソフト・映像・音楽ソフトは税別100円ごとに5ポイント）。グループ外店舗等でのエディオンカード利用時は、税込100円ごとに1ポイントが付く。1ポイント1円分として、1円単位で商品の購入代金に充てることができる。ポイントの有効期限は、獲得年度の残り（3月31日まで）+2年間。楽天Edy、QUICPayモバイル、モバイルSuicaに登録しての利用でも、税込100円ごとに1ポイントが付く[補足 12]。
- 5年間の長期修理保証は、購入単価が税込5,500円以上で1年以上のメーカー保証があるエディオングループ指定商品が対象である。商品1点ごと、保証期間中の税別修理金額の累計が購入金額に達するまでの保証となる（そのため修理金額の累計が購入金額を超える場合は超えた分を別途支払うか修理を中止することとなる）。メーカー保証期間中はメーカー保証が優先される。
- 10年間の長期修理保証はエディオン指定のエアコンと冷蔵庫のみが対象となる。
- エディオンカードを解約・会員資格を喪失した時点で、すべての長期修理保証は終了する。また、パソコン（エディオングループ指定機種を除く）や携帯電話などは長期保証の対象外である。長期保証対象品は、購入時の保証明細（レシート）などで確認できる。

エディオンカードの歴史
- 2008年（平成20年）10月新規発行分からデオデオ・エイデン（旧東京エディオン含む）の『eeカード』（過去の制度参照）が、『エディオンカード』に名称を変更した。eeカードはセディナ（旧・オーエムシーカード）発行分はすべて更新時にエディオンカードに切り替えられる[補足 13]。
- 同時期にミドリ電化は『ポッキリカード』（ジャックス提携）→『ミドリちゃんカード』（NICOS提携）を廃止してエディオンカードに移行した。石丸電気『アイアイUCカード』も2009年（平成21年）11月3日限りで廃止し、エディオンカードに移行した。
- デオデオ・エイデンのエディオンカードは、eeカード時代より両ブランド店舗共通でポイント利用が可能。ミドリ電化のエディオンカードも、2009年（平成21年）11月のグループ統合システム稼働でデオデオ・エイデンと共通でポイント利用が可能である。
- ライフが提携カード事業を大幅縮小する事になったのを受け、2009年（平成21年）10月新規申込分より、デオデオのエディオンカードはオリコ発行となり、店頭の案内パンフレットが更新された。また、既存のライフからオリコへの変更手続きを順次DMで案内している。なお、関東地方のデオデオの店舗（現在は閉店）で申込されたカード会員へはセディナへの移行を案内している。公共料金などの支払いなどを旧カードで登録している場合の新カードへの登録変更手続は、カード保有者が契約先ごとに独自でしなければならず、切替えにかかる手間への代償に、店舗での購入合計・税込5000円ごとに500円分ずつ利用できる割引券を、切替えた会員に13,000円分程度ずつ発行している[84]。
- なお、ライフ発行のeeカード・エディオンカードは、カード券面記載の有効期限によらず、2010年（平成22年）9月30日をもって使用終了となった。その後は、ライフ発行のプロバーカードとして引き続き使用可能となり、更新時にeeカード・エディオンカードと同一番号・ブランドのプロバーカードがオリコ・セディナ発行の新カードに切り替えた人を含む既会員に送付される。また、ライフETCカードはプロバーカード付帯扱いとなる。同時に、旧カード会員限定の年会費無料ゴールドカード（JCBブランド）への切り替えが案内された。
- エイデンのeeカード・エディオンカードはライフの発行であったが、ライフの提携カード事業縮小を受け、セディナの発行に移行した。2011年4月新規受付分より、オリコ発行分の受付を開始した。
- 石丸電気、ミドリ電化のエディオンカードは、当初セディナの発行だったが、同じく2011年4月新規受付分より、オリコ発行分の受付を開始し、エイデンとともにセディナ発行分の店頭での申し込み受付が縮小されている。ただしセディナのホームページでは引き続きエディオンカードについても案内され 、「あんしん保証カード」会員はwebでの申し込みが可能となっている。また既発行分については、デオデオでのライフ提携カードのようにオリコへの変更の案内はされておらず、セディナ発行のカードで引き続き利用することが可能である。
- ストアブランドを「エディオン」に統一した2012年9月発行分から、カードフェイスのデザインが変更された。このため、店頭での新規申込を縮小したセディナ発行の新デザインカードは当初既会員の更新・再発行分が多かった。なおオリコ発行分はオンライン上での加入申し込みができないため、店頭加入はオリコが主体でセディナ→三井住友カードは少数、オンライン加入申込はセディナ→三井住友カードのみとすみ分けがなされている（ジャックスについては不明）。
- 2024年4月に行われたSMBCファイナンスサービスの三井住友カードへの合併により、三井住友カードに提携が継承され、この時点ではJCBブランドの新規発行も継続されていた。
- 同年5月27日に三井住友カード発行分については、オーエムシーカード→セディナ→SMBCファイナンスサービスから継承分（OMC/FS扱い）のカードとは別扱い（プロバーカード扱い）とした上で、オンライン上での即時発行に対応し、券面デザインを縦型に刷新するリニューアルを実施[85]。入れ替わりにオーエムシーカード→セディナ→SMBCファイナンスサービス時代からのOMC/FS版カード（横型デザイン）はVISA・JCBとも5月31日をもってwebでの新規申込を終了して、一部店舗での書面申込のみとしている[86]。プロバー版カード（縦型デザイン）はVISAのみとなった（OMC/FS版はVISA・JCBとも更新分と2025年6月以降の店頭受付分で縦型デザインに順次切替）。その後オリコ発行分（100満ボルトカードとのダブルネーム分を含む）も2024年7月から同様の縦型デザインにリニューアルされ、既存会員は更新および再発行時に切り替えられる。
- 2025年4月1日付でのサンキューのエディオンへの合併に伴う、100満ボルトのエディオンへのストアブランド統一後は、100満ボルトカード（ジャックス発行分を含む）をエディオンカードに統合（更新時にエディオンカードとしてのデザインのものを送付）とした上で、引き続きエディオンでも利用可能とする措置が取られた（ジャックス版のデザインについては未定）。
- こうした経緯から、web明細へのリンクは、オリエントコーポレーション・三井住友カード（OMC/FS版横型デザインはセディナビ、プロバー版縦型デザインはVpass）、ジャックスの3社4種類分がある。

### エディオンIDカード
- クレジット機能なしで上記エディオンカードと同内容の「長期修理保証」「ポイントサービス」のある会員カード。

### あんしん保証カード
エディオンポイントカードに代わる新しい入会無料・年会費無料・クレジット機能なしのカードで、ポイントは現金・デビットカード・電子マネーでの購入時のみ付与される。ポイントの付与率は、家電品・パソコンにはポイントが付与されない点以外はエディオンカード・IDカードと同等。ポイントの有効期限は獲得年度の残り（3月31日まで）+1年間に固定された。
ポイントカードと大きく違う点は、エディオンカード・IDカードと同様に長期修理保証が標準で付いたことである。対象品目はエディオンカードと比べ少ないが、5年間・10年間の他に3年間の補償対象商品もある。但し5年間・3年間の保証対象はエディオンカードよりは条件が厳しくなっている。

### Tカード
2015年（平成27年）4月20日からエディオンでTカードの発行並びに取り扱いを開始した。既に他のTポイント加盟店（TSUTAYA・ファミリーマートなど）で発行したTカードを所持している場合はエディオンでもそのまま利用できる。
ポイントの付与単位は「エディオンカード」・「あんしん保証カード」と異なり、購入商品に関係なく一律税抜200円毎に1ポイントが付与される（加算されるポイントは購入金額合計で計算されるのではなく、購入した商品ごとに計算される）。また、「エディオンカード」・「あんしん保証カード」ではポイント付与の対象外となる「エディオンカード」以外のクレジットカード決済や申込クレジットの場合でも同一条件で付与される。貯まったポイントは「エディオンカード」・「あんしん保証カード」と同じく、1ポイント1円分として利用できる。

### 過去の制度
ゴールデンアップル会員
かつてデオデオ（ダイイチ）では家電購入が頻繁な顧客を上得意様と呼び、「ゴールデンアップル会員」とも称した。特定の時期には、一般客に通知されない上得意客向けの招待販売会である「ゴールデンアップル商談会」が各店舗で開かれた。店頭で一般客向けセールと同時に行われるが販売価格が異なり、会期中に商談会案内DMを持参し、これを店員に見せた場合にDM掲載の安い価格で買える仕組みとなっていた。
現在では「ゴールデンアップル会員」は「エディオンカード会員」とほぼ同義となっており、上得意様条項に当てはまる顧客であってもクレジットカード加入が無いと「ゴールデンアップル会員」条項からは除外される。そのため「カード会員ではないゴールデンアップル会員」は存在せず、DM送付先はエディオンカード会員に限られている。
カード制定前→メンバーズカード→eeカード
- ダイイチ時代、家電品購入者のうち頻繁に来店・購入を行う上得意客に対しては、ほぼ無条件で対象商品購入時に（メーカー保証を含めて）3年間の無料修理保証が付与されていた。会員カード類は存在せず、自宅電話番号（住所・氏名と合わせて店舗に登録ずみのもの）を店員に口頭で告げることにより、対象商品の延長保証書が印字発行された。
- 1997年（平成9年）4月、ダイイチからデオデオに商号を変更すると同時に、『デオデオメンバーズカード』を導入。国際ブランドのないハウスカードで、発行元はライフカード・オリエントコーポレーション・日本信販・全日信販。その後、長期修理保証の期間が3年間から5年間に変更されるが、対象者は従来の「上得意様」ではなくカード加入者のみとなった。カード未加入顧客にとっては通常のメーカー保証のみとなり、この場合はアフターサービス内容の低下となったが、一方でカードに加入さえすれば一見客でも長期保証を受けることが出来るようになった。
- メンバーズカードにはカードポイント制度が導入され、同時にポイント専用カード『デオデオエンジョイカード』（後のエディオンポイントカード）も発行を開始した。これは「18歳未満または高校生の顧客」および、「クレジット機能・長期保証制度を求めない18歳以上の顧客」向けの現金支払い専用ポイントカードである。
- その後、出光カードとの提携による国際ブランド付き『デオデオ出光国際カード』も発行され、こちらは「デオデオ以外での買物利用」（カード払い）でもポイントが付与された。
- その後、発行元をライフに一本化する際に国際ブランド（マスターカード、後にVISAも追加）付き『デオデオeeカード』となり、デオデオ以外での「全てのカード支払い利用」でポイントが付与される様になった。デオデオeeカードへの切り替えについては、デオデオメンバーズカードのライフ発行分を所持していた人は自動更新だったが、その他カード会社発行分を所持していた人は切替申込手続が必要だった。
- エイデンも、オリコ・ミリオンカードやオリックスと提携のThe倶楽部カードを発行していたが、エディオングループ成立後の2003年 - 2004年に、自社ポイントカード（The倶楽部カード）・長期保証制度（まもるくん）からeeカードに移行し、デオデオと制度を統一した。

エディオンポイントカード
エディオンあんしん保証カードの導入に伴い、当カードは新規発行・再発行を終了した。利用サービスは継続されている。
入会無料・年会費無料のポイント専用カード。クレジット機能なし。ポイントは現金もしくはデビットカードでの購入時のみ付与される。ポイントの付与率はエディオンカード・IDカードと同等。ポイント有効期限も獲得年度の残り（3月31日まで）+2年間と、エディオンカード・IDカードと同等（サービス開始当初は、これより1年間短い獲得年度の残り（3月31日まで）+1年間であった）。
エディオングループ・4ブランドの店舗で共通して使えるが、発行の有無は店舗ブランドによって異なった。エイデンの店舗では発行がない。カード表面デザインには、発行店のブランド3種がそれぞれ入る。
ポイント専用カード単体では長期保証機能がないが、同居家族にエディオンカード・IDカード会員があればその本人会員と双方同意の上で「家族会員」として登録し、家族会員は購入ポイントと商品の長期修理保証を本人会員のカードに付与することができる（ただし、貯まったポイントの使用は本人会員のみ可能である）。家族会員は、自分のポイント専用カードを提示しての会計時に、ポイント付与先を指定しないと意図せず本人会員カードに付与されることもあるため、会計ごとに付与先を指定したほうが確実である。
デオデオ エディオンポイントカード
エディオンポイントカードのうち、デオデオ各店で発行されたもの。
2009年（平成21年）8月28日にアウトレット店にリニューアルオープンしたデオデオアウトレット香椎浜店（福岡市東区）で先行導入された。
ダイイチがデオデオに商号変更した1997年（平成9年）4月より発行された『デオデオエンジョイカード』に替わり、2009年（平成21年）10月1日からデオデオ各店で導入された。デオデオ各店にて無料発行を受けることができた（紛失時再発行には再発行手数料105円が必要だった）。
ishimaru エディオンポイントカード
エディオンポイントカードのうち、石丸電気各店で発行されたもの。
石丸電気では、旧ポイントカード『アイアイカード』を2009年（平成21年）11月3日限りで廃止し、ソフト取扱店舗を中心に新規発行・切替再発行していた。エディオンポイントカードおよびエディオンカード・IDカードを提示しての音楽・映像ソフト購入でのポイント付与については、石丸電気店舗のみ「税別100円ごとに10ポイント」が付くサービスを行っている（旧アイアイカードと同率。他ブランド店舗では5ポイント）。なお、旧アイアイカードでは他社クレジットカード併用時にもポイント付与が行われていたが、エディオンポイントカードでは現金もしくはデビットカード購入時のみ付与となった。
ミドリ エディオンポイントカード
エディオンポイントカードのうち、ミドリ各店で発行されたもの。
ミドリでは、エディオングループとは別のポイントカード『ポッキリカード』を発行していたが、2010年（平成22年）春よりエディオングループ共通のエディオンポイントカードの発行を開始した。ただし、レンタル機能を使うためには、従来のポッキリカードが必要となっている。
『ポッキリカード』では、エディオンメンバーズサイトでのポイント数照会が利用できないため、エディオンポイントカード→あんしん保証カードへの切替を行っていた。ポッキリカードは2013年3月で終了するが、ポイントは有効期限まで引き継がれる。

## スポンサー

### CM
下記全国ネット番組にてスポンサーとして、CMを放送している（全てネットワークセールス枠）。CMキャラクターは、2012年9月10日から100満ボルトを除く店舗のブランド名統一に伴い、ブランド名統一を案内するセリーヌ・ディオン出演のCMを放送。（BS放送のエディオン提供番組があった頃は、デオデオがエディオンになるという内容で全国放送された。）その後、本田望結が起用されている。2013年3月からは本田と徳井義実（チュートリアル）が店員役で共演していたが、徳井の不祥事により2019年10月24日からCMを差し替えて放送し、そのまま降板した。その後、本田紗来が加わり姉・望結との共演となった。徳井起用前には同社女子陸上競技部所属の木村文子が店員役として出演した時期があった。2021年7月からは向井理も出演しているCMが制作されたが、1作のみに終わっている（ただし、本田姉妹との共演はなし）。
店舗ブランド統一以前は、2008年（平成20年）7月からタレントの所ジョージを、2009年（平成21年）10月からウォルト・ディズニー・ジャパンが管理するディズニーキャラクターを、2010年からオリジナルキャラクターの「エディ店長」を起用している。スポンサー表記は「エディオングループ」であり、CM内容は地域別店舗ブランド時代は原則同じだが、店舗ブランド名は地域により異なる。
- 関東地方 - ishimaru
- 東海地方・長野県 - エイデン
- 近畿地方 - ミドリ
- 中国・四国・九州地方 - デオデオ
- 北海道・北陸地方 - 100満ボルト（サンキュー）

なお、東北地方や新潟県、山梨県ではエディオングループの家電量販店がないが、グループCMは放映された（スポンサーとなっている番組が先述の当該エリアでも放送されている番組だった場合に多い）。またグループ共通とは別に、それぞれが独自のCMも放映していた。

### カウキャッチャー・ヒッチハイク
「スーパー戦隊シリーズ」（テレビ朝日系列）の名古屋テレビ放送（メ〜テレ）および「仮面ライダーシリーズ」（テレビ朝日系列）におけるカウキャッチャー・ヒッチハイクをデオデオに統合した後の2012年10月から継承して流している。2025年現在は、メ〜テレにて「ナンバーワン戦隊ゴジュウジャー」、広島ホームテレビにて「仮面ライダーガヴ」のカウキャッチャー・ヒッチハイクのいずれかを流している。

#### 現在（メ〜テレ）
- ナンバーワン戦隊ゴジュウジャー

#### 過去（メ〜テレ）
- 特命戦隊ゴーバスターズ（2012年10月より）
- 獣電戦隊キョウリュウジャー
- 烈車戦隊トッキュウジャー
- 手裏剣戦隊ニンニンジャー
- 動物戦隊ジュウオウジャー
- 宇宙戦隊キュウレンジャー
- 快盗戦隊ルパンレンジャーVS警察戦隊パトレンジャー
- 騎士竜戦隊リュウソウジャー
- 魔進戦隊キラメイジャー
- 機界戦隊ゼンカイジャー
- 暴太郎戦隊ドンブラザーズ
- 王様戦隊キングオージャー
- 爆上戦隊ブンブンジャー

#### 現在（広島ホームテレビ）
- 仮面ライダーガヴ

#### 過去（広島ホームテレビ）
- 仮面ライダーウィザード（2012年10月より）
- 仮面ライダー鎧武/ガイム
- 仮面ライダードライブ
- 仮面ライダーゴースト
- 仮面ライダーエグゼイド
- 仮面ライダービルド
- 仮面ライダージオウ
- 仮面ライダーゼロワン
- 仮面ライダーセイバー
- 仮面ライダーリバイス
- 仮面ライダーギーツ
- 仮面ライダーガッチャード

### スポーツ
エディオン女子陸上競技部およびエディオンアーチェリー部は、デオデオの実業団を移管したものである。
エディオンブランドへの統合以前は、CMと同様にそれぞれが担当する地域の店舗ブランド表記でスポンサーをしていた。ブランド統合に伴いそれらも再編されているが、ここでは旧ブランド時代からスポーサードしているものについては旧名による区分けで表記する。下記太字表記のチーム名は、社会貢献活動としてオフィシャルホームページに明記されている団体（2025年現在）。
エディオン統合後
- 川崎フロンターレ - 2022年よりクラブパートナー契約。なお神奈川県川崎市はエディオンの前身企業はいずれも出店実績がなく、ホームズ川崎店出店により川崎市へ初出店したことに伴いパートナー契約を結んだ。

デオデオ
- サンフレッチェ広島 - 連結子会社。エディオンが球団筆頭株主であり、エディオン会長の久保允誉が球団会長も兼務し、久保の実子久保雅義が社長を務めている。1997年からユニフォーム（胸）スポンサー[補足 19]。また、統合以前からエディオンとして提供も行っており[補足 20]、2012年エディオン統合後ロゴデザインの初使用となるユニフォームをFIFAクラブワールドカップ2012で用いている。

女子チーム（サンフレッチェ広島レジーナ）も同様にサポートし、胸スポンサーを務めている。また、ホームスタジアム（エディオンスタジアム広島）及び2024年度からの新ホームスタジアム（エディオンピースウイング広島）の命名権も取得している。
なお、エディオンブランドへの再編以前は各ブランド別でJリーグチームへのユニフォームスポンサーを行っていたが、ブランド統合に合わせてしばらくはサンフレッチェ広島のみに集約していた。2022年に川崎フロンターレ、2024年にガンバ大阪とのパートナー契約を結び現在は子会社であるサンフレッチェ広島以外のチームとも契約している。
- 広島東洋カープ - 広島地区が中心。MAZDA Zoom-Zoom スタジアム広島へベンチ広告を提供する他、2013年度からプロ野球公式戦開催日に懸賞金付き看板を右中間沿いに設置した（この箇所に打球が当たれば賞金100万円が支給される）。
- 福岡ソフトバンクホークス - 福岡地区が中心。

エイデン
- 中日ドラゴンズ - 2010年（平成22年）からオフィシャルパートナーシップ契約を締結した[89]。ヘルメット広告（中日ドラゴンズ主催試合）をはじめ、オフィシャルパートナー呼称権などの権利が含まれる。なお、プロ野球はユニフォーム左袖およびヘルメットスポンサーに規定があり、セントラル・リーグでの掲示はホーム用ユニフォームに限られている[補足 21]。
- エディオンBLITZ - 2007年（平成19年）よりスポンサーとなっている社会人野球チーム。ブランド統合に伴ってチーム名も変更された。
- VERTEXホッケーチーム - 旧名古屋フラーテル。過去には所属選手の1人にエディオン社員が在籍していた。2016年VERTEXとして再編成した。2015年まで社会貢献活動としてエディオンのHPに記載されていたが、2016年からは除外されている。なおスポンサーとしては継続している[90]。
- FC岐阜 - 2010年（平成22年）から2012年までユニフォームスポンサー（2010袖、2011-2012背中）。2013年以降ユニフォームスポンサーからは外れている[91]。

ミドリ電化
- ガンバ大阪 - 2006年からクラブスポンサーを務めていた。2009年（平成21年）にエディオンWESTとして統合した際にスポンサーから外れている。その後2024年より再びパートナー契約を結んでいる。

100満ボルト
- 福井ミラクルエレファンツ - 2010年後期よりユニフォーム（上胸）スポンサー。
- ツエーゲン金沢 - 2013年6月よりオフィシャルパートナ。ホームゲームにおいてセンターサークルへ広告掲示。合併後も、トップパートナーからブロンズパートナーへ変更の上継続[92][93]。
- 島根スサノオマジック - 2010年から2011年までユニフォームスポンサーを務めた（2010年腹、2011年右胸およびパンツ）。なお本体ではなく松江店のみがスポンサーをしていた。
- 北海道日本ハムファイターズ - 北海道地区が中心。オフィシャルスポンサー。合併後も継続[94]。

### ネーミングライツ
現在、以下の施設のネーミングライツを取得している。

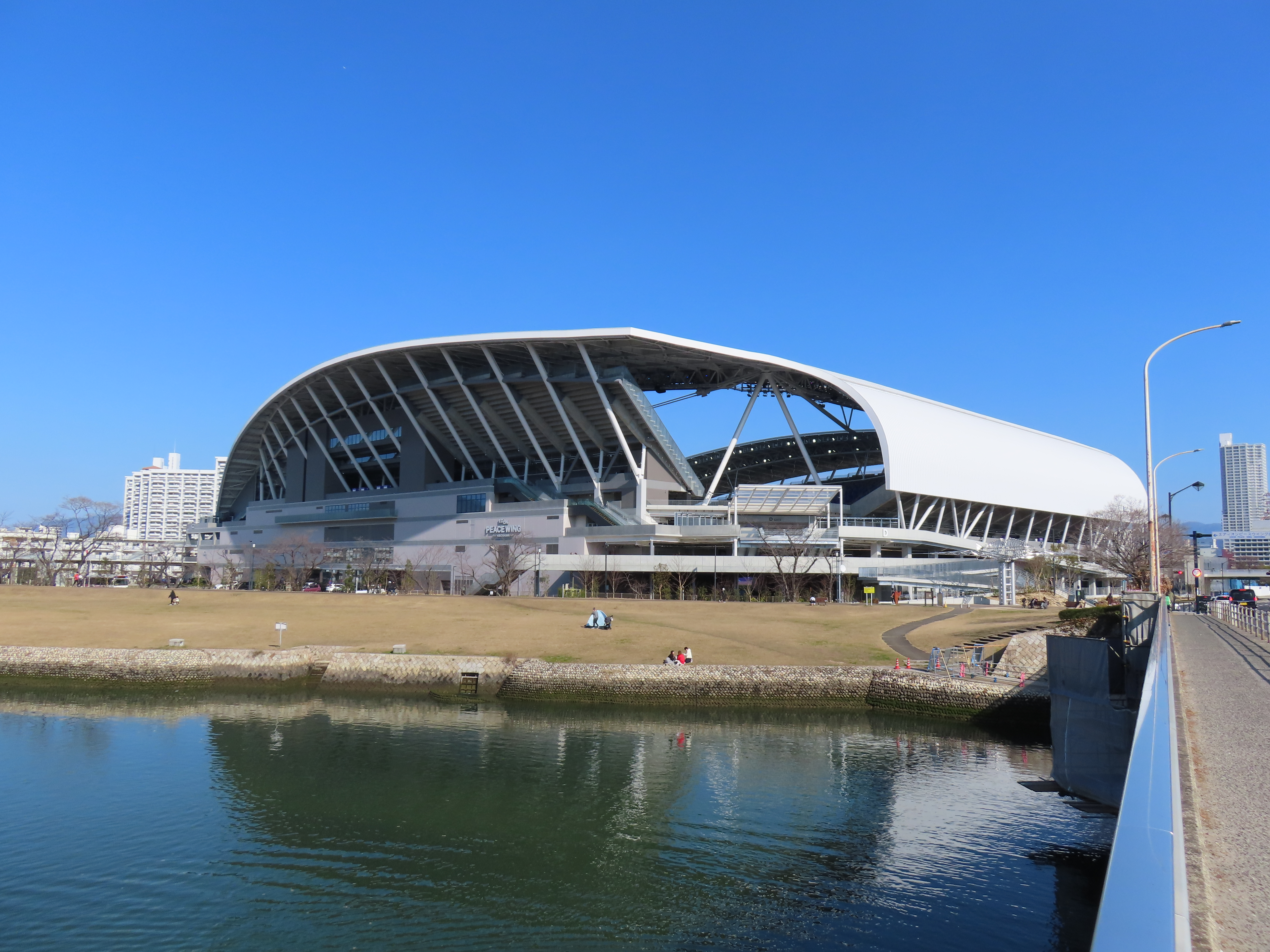
広島サッカースタジアム （エディオンピースウイング広島）
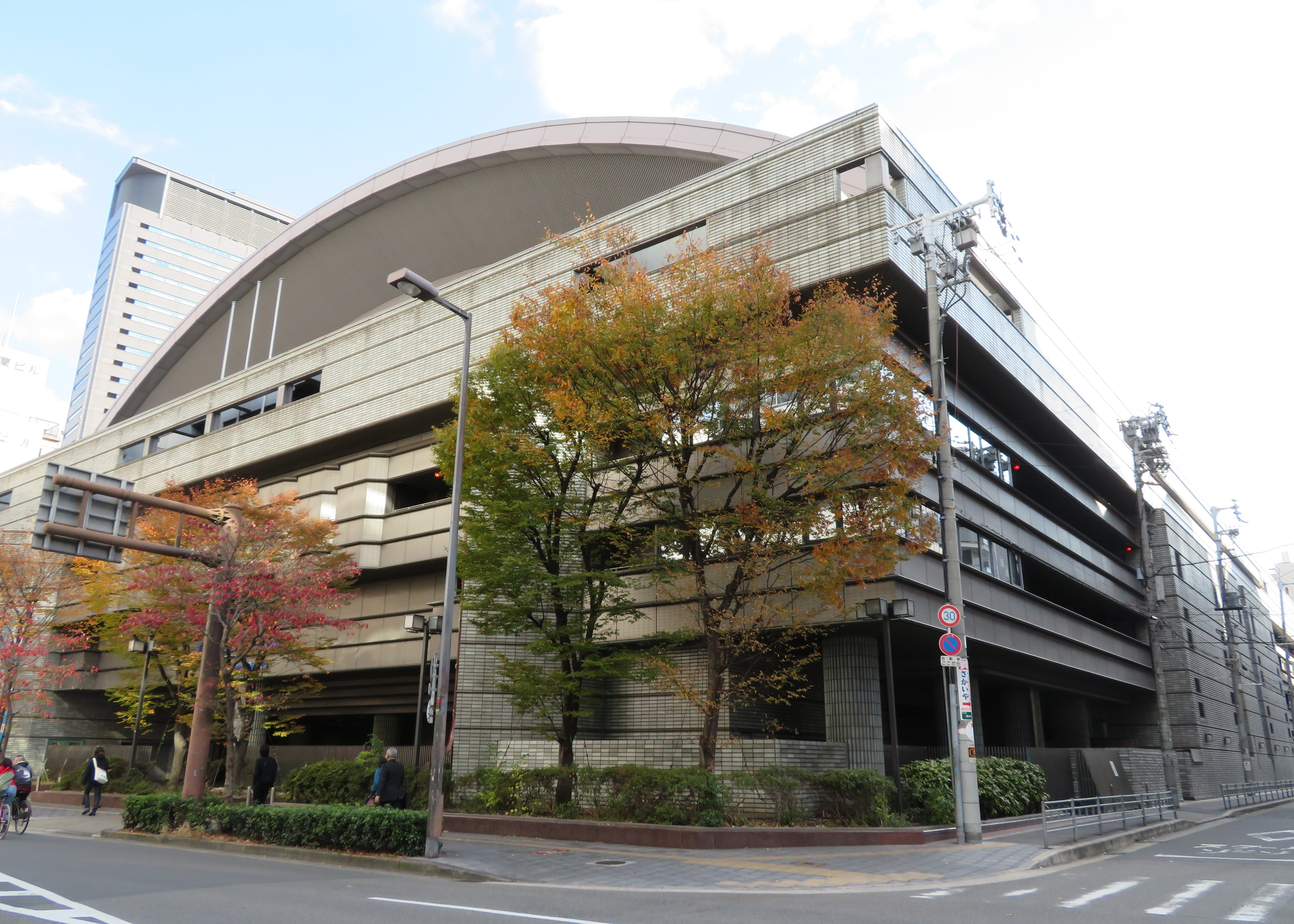
大阪府立体育会館 （エディオンアリーナ大阪）

- エディオンピースウイング広島 - 2024年（令和6年）2月開業の球技場。正式名称は「広島サッカースタジアム」で、開業時よりネーミングライツを取得。サンフレッチェ広島のホームとして使用。
- エディオンアリーナ大阪 - 2015年（平成27年）9月1日より大阪府立体育会館の命名権を取得。但し、NHKでの大相撲春場所の報道では、正式名称のみで案内している。

#### 過去のネーミングライツ

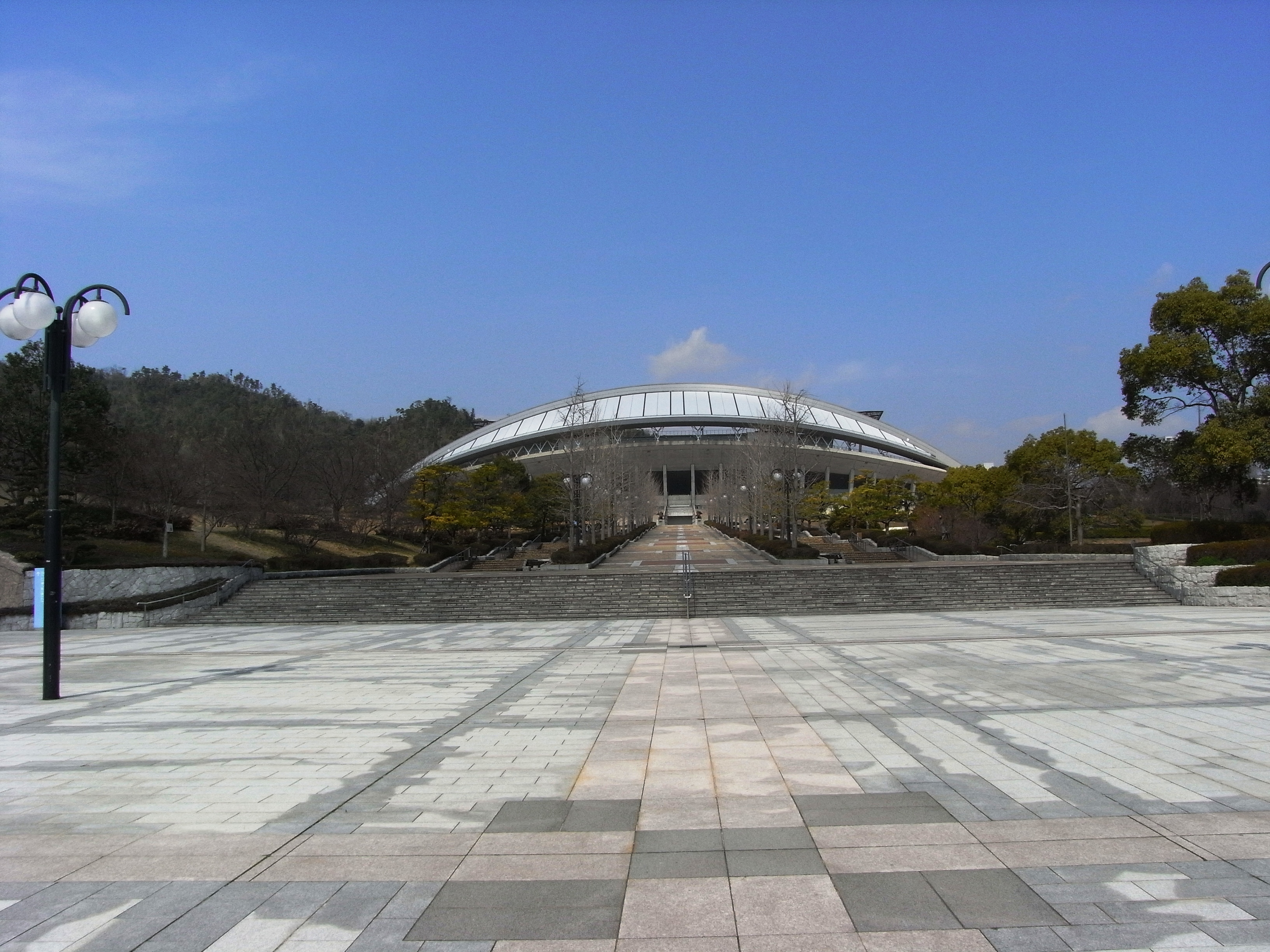
広島広域公園陸上競技場
（旧・エディオンスタジアム広島）
（現・ホットスタッフフィールド広島）

- エディオンスタジアム広島 - 2013年（平成25年）3月より11年間、陸上競技部とサンフレッチェ広島のホームである広島広域公園陸上競技場（広島ビッグアーチ）の命名権を取得していた[95]。2024年（令和6年）2月末で命名権契約満了となり、現在は「ホットスタッフフィールド広島」となっている[96]。

## 不祥事

### 業者に従業員の派遣を強要
エディオンでは2008年9月6日から2010年11月30日までの間にのべ延べ11,172人以上の従業員を取引業者から不当に派遣を要請したとして公正取引委員会より排除措置命令と追徴金約40億円の納付命令を受けた。

### LED電球の明るさを誇大表示
2012年6月14日、消費者庁はエディオンを含む12社に対してプライベートブランドのLED電球の明るさの表記に誇大表示があり景品表示法に違反する行為として、再発防止を含む措置命令を下した。調査によるとエディオンが販売していた商品は基準の半分以下の明るさしか得られなかった。

### 情報流出事件
エディオンから上新電機に転職した元部長が、エディオンの営業の秘密事項を不正取得し上新電機に漏洩したとして、大阪府警察に2015年1月13日に不正競争防止法違反容疑で逮捕された。

### 補足
1. ↑  サンフレッチェ広島会長を兼務
2. ↑  久保允誉が社長を務め、エディオン広島本店に本社を置いている会社（法人番号9240001005734）。詳細はデオデオを参照のこと。
3. ↑  登記上の本店は、翌日に提出された2011年6月30日付の有価証券報告書で確認出来る[37]
4. ↑  諫早店は2025年（令和7年）4月11日に旧店舗の隣接地へ移転オープンしている
5. ↑  これ以降も一部の番組は「エディオン」の表記が継続したが、2022年4月1日を以て「EDION」に統一された。
6. ↑  熊野市は元々エイデンの直営店、熊野町は元々デオデオのフランチャイズ店。
7. ↑  福岡県内ではヤマダデンキ傘下となったベスト電器が店舗の有効活用策としてそれ以前からアウトレット店舗を運営していたが、アウトレット店舗の運営自体から一時撤退し一般店舗へ再転換されたり閉店した後再び5店舗（太宰府・福岡空港南・博多・若松西・安武（2022年6月現在））をアウトレット店舗として展開、「ミスターマックス」「トライアル」といったディスカウントストアなども家電品を扱う激戦区となっている。これらへの対抗策として福岡都市圏の基幹店である福岡東香椎浜店を皮切りに、筑紫野店とイオンモール大牟田店の3店舗をアウトレット業態に転換した。このためアウトレット店のテレビCMも歌詞が福岡の方言で、福岡県内の民放でしか放送されない。その後イオンモール大牟田店と香椎浜店は撤退し現在は筑紫野店のみ営業している。
8. ↑  「やってみます」は、ミドリちゃんの口癖で、この口癖はミドリちゃん起用中のCMでも登場し、ミドリ電化自体を「やってみますのミドリです。」と謳っていた。このフレーズは同セールチラシでも「やってみますのエディオンです。」として久々に登場している。
9. ↑  阪神タイガースのスポンサー企業は同業他社の上新電機であり、エディオンは（ミドリ電化時代から）無関係。ただし、2023年4月より阪神甲子園球場にほど近いららぽーと甲子園に出店している（ミドリ電化時代から営業していた西宮南店の移転扱い）。
10. ↑  ロゴマーク変更に伴い、ミドリちゃんの服のマークが「M」から新シンボルマークの「e」に変更された。
11. ↑  ライフ発行分はeeカード時代から配偶者カードがあった。
12. ↑  https://my.edion.jp/card/information/sp_pay.php
13. ↑  ライフ発行分は2008年（平成20年）10月から2009年（平成21年）10月までの間に更新があった場合のみ切替えられた。このため、ライフ発行でエイデンのロゴが入ったエディオンカードは既会員の更新分が存在したのみだった。
14. ↑  ミドリは2007年ごろから。
15. ↑  100満ボルトのみ異なる。
16. ↑  同様に、CM中に出演者が着用する制服も地域によって異なっていた。また、アナウンスも店舗ブランドのみ差し替えて対応している[88]。
17. ↑  2016年現在では、「エディオンネットショップ」のCMが流されている。
18. ↑  2019年より長距離選手の練習拠点と住居は大阪府に移転しているが、引き続き中国実業団陸上競技連盟と広島陸上競技協会への登録となっている。また事務局は引き続き広島県に所在する。
19. ↑  AFCチャンピオンズリーグでは、設立母体で第二株主のマツダが胸スポンサーとなる。なお、運営会社はエディオンの連結子会社であり、マツダの持分法適用関連会社となっている。
20. ↑  2009年（平成21年）よりユニフォーム（パンツ）、2011年より3rdユニフォーム（胸）スポンサー。
21. ↑  パシフィック・リーグではビジター用ユニフォームでも可能だが、セ・パ交流戦ではセントラル・リーグの規定にあわせてホーム用のみとなる。